# Championnat du monde de hockey sur glace 2023
 (mai 2023).
Les normes d'accessibilité du Web doivent être respectées sur les articles liés au hockey sur glace.
Les articles possédant ce bandeau sont listés dans la catégorie:Article hockey sur glace non accessible.
Les points d'amélioration suivants sont les cas les plus fréquents :
- Tableaux de données : utiliser les modèles préformatés déjà disponibles ou consulter l'aide ;
- Listes à puces : les listes à puces sont créées grâces aux astérisques. Il ne doit pas y avoir de ligne vide entre deux astérisques ;
- Langue : tout changement de langue doit être signalé grâce au modèle {{langue}} ou au paramètrelangue=quand le modèle {{Lien web}} est utilisé dans les références ;
- Alternative textuelle : toute image doit être accompagnée d'une description sommaire (à ne pas confondre avec la légende).

Voir aussi Wikipédia:Atelier accessibilité/Bonnes pratiques.
Nota : ce bandeau ne concerne pas les problèmes d'accessibilité dus aux modèles utilisés.
Navigation
Finlande 2022 Tchéquie 2024
Le championnat du monde masculin de hockey sur glace 2023 a lieu du 12 au 28 mai 2023 dans les villes de Tampere en Finlande et Riga en Lettonie.

## Format de la compétition
| Niveau         | Nombre d'équipes | Date                         | Lieu         |
| -------------- | ---------------- | ---------------------------- | ------------ |
| Division élite | 16               | du 12 au 28 mai 2023         | Tampere Riga |
| Division IA    | 6                | du 29 avril au 5 mai 2023    | Nottingham   |
| Division IB    | 6                | du 23 au 29 avril 2023       | Tallinn      |
| Division IIA   | 6                | du 16 au 22 avril 2023       | Madrid       |
| Division IIB   | 6                | du 17 au 23 avril 2023       | Istanbul     |
| Division IIIA  | 6                | du 17 au 23 avril 2023       | Le Cap       |
| Division IIIB  | 4                | du 27 février au 5 mars 2023 | Sarajevo     |
| Division IV    | 4                | du 23 au 26 mars 2023        | Oulan-Bator  |

Le championnat du monde masculin de hockey sur glace est un ensemble de plusieurs tournois regroupant les nations en fonction de leurs niveaux, les meilleures équipes disputant le titre dans la division Élite. Cette division regroupe 16 équipes réparties en deux groupes de 8 qui disputent un tour préliminaire. Les 4 premiers de chaque groupe sont qualifiés pour les quarts de finale et le dernier de chaque groupe est relégué en division IA.
Pour les autres divisions, les équipes s’affrontent entre elles et, à l'issue de cette compétition, le premier est promu dans la division supérieure et le dernier est relégué dans la division inférieure, sauf en Division IV, échelon le plus bas où il n'y a pas de relégation.
Lors des phases de poule, les points sont attribués ainsi :
- 3 points pour une victoire dans le temps réglementaire ;
- 2 points pour une victoire en prolongation ou aux tirs de fusillade ;
- 1 point pour une défaite en prolongation ou aux tirs de fusillade ;
- aucun point pour une défaite dans le temps réglementaire.

## Division Élite

### Lieu de la compétition
Le championnat devait initialement se dérouler à Saint-Pétersbourg en Russie mais en février 2022, le Comité international olympique (CIO) a demandé que la Russie soit privée de la possibilité d'organiser tous les événements sportifs internationaux en raison de l'invasion russe de l'Ukraine. Le 26 avril 2022, l'organisation de l'évènement a été retiré à la Russie et son équipe exclue.
Après avoir été promus en Division élite, la Slovénie et la Hongrie ont toutes deux proposé de co-organiser l'événement à Ljubljana et à Budapest. Cette candidature a été rejetée car la Fédération hongroise de hockey sur glace a indiqué à l'IIHF qu'elle n'avait pas reçu les garanties gouvernementales pour accueillir la compétition. La Finlande et la Lettonie ont donc soumis une proposition d'organisation conjointe, avec la Nokia Arena de Tampere et la Riga Arena de Riga comme sites hôtes potentiels. Le 27 mai 2022, l'IIHF a confirmé que la Finlande et la Lettonie accueilleraient le tournoi.
| \| Riga Tampere \| Localisation des villes de Tampere et Riga. |
| Riga Tampere                                                   |

| Tampere                       | Riga                         |
|                               |                              |
| Nokia Arena Capacité : 13 455 | Riga Arena Capacité : 10 300 |

### Officiels
30 arbitres et juges de lignes ont été désignés pour officier lors de cette compétition :
| Adam Bloski Mike Langin Jan Hribik Mads Frandsen Lassi Heikkinen Mikko Kaukokari Stefan Hürlimann | Sirko Hunnius André Schrader Andris Ansons Tobias Björk Christoffer Holm Sean Fernandez Sean MacFarlane |

| David Nothegger Brett Mackey Tarrington Wyonzek Daniel Hynek Jiří Ondráček Andreas Krøyer Onni Hautamäki Tommi Niittylä | Nicolas Constantineau Andreas Hofer Dāvis Zunde Šimon Synek Emil Yletyinen Eric Cattaneo Nick Briganti Jake Davis |

### Équipes
Chaque équipe est constituée au minimum de 15 joueurs et 2 gardiens et, au maximum, de 22 joueurs et 3 gardiens.

### Tour préliminaire
Le groupe principal regroupe 16 équipes, réparties en deux groupes (entre parenthèses le classement IIHF 2022) :
| Groupe A (à Tampere) | Groupe B (à Riga) |
| --- | --- |
| - Finlande (1), tenant du titre, pays hôte - États-Unis (4) - Suède (5) - Allemagne (9) - Danemark (10) - France (13) - Autriche (15) - Hongrie (20), promu de Division IA | - Canada (2) - Tchéquie (6) - Suisse (7) - Slovaquie (8) - Lettonie (11), pays hôte - Norvège (12) - Kazakhstan (16) - Slovénie (19), promu de Division IA |

#### Groupe A

##### Classement
| Clt   | Équipe     | PJ | V | VP | D | DP | BP | BC | Diff | Pts |
| ----- | ---------- | -- | - | -- | - | -- | -- | -- | ---- | --- |
| +001, | États-Unis | 7  | 6 | 1  | 0 | 0  | 34 | 8  | +26  | 20  |
| +002, | Suède      | 7  | 5 | 1  | 0 | 1  | 26 | 7  | +19  | 18  |
| +003, | Finlande   | 7  | 5 | 0  | 1 | 1  | 28 | 15 | +13  | 16  |
| +004, | Allemagne  | 7  | 4 | 0  | 3 | 0  | 27 | 16 | +11  | 12  |
| +005, | Danemark   | 7  | 2 | 1  | 4 | 0  | 19 | 26 | -7   | 8   |
| +006, | France     | 7  | 0 | 1  | 4 | 2  | 10 | 31 | -21  | 4   |
| +007, | Autriche   | 7  | 0 | 1  | 5 | 1  | 11 | 27 | -16  | 3   |
| +008, | Hongrie P  | 7  | 0 | 1  | 5 | 1  | 12 | 37 | -25  | 3   |

- En gras : qualifié pour les quarts de finale
- En italique : relégué en Division IA

Pour les significations des abréviations, voir statistiques du hockey sur glace.

##### Matchs

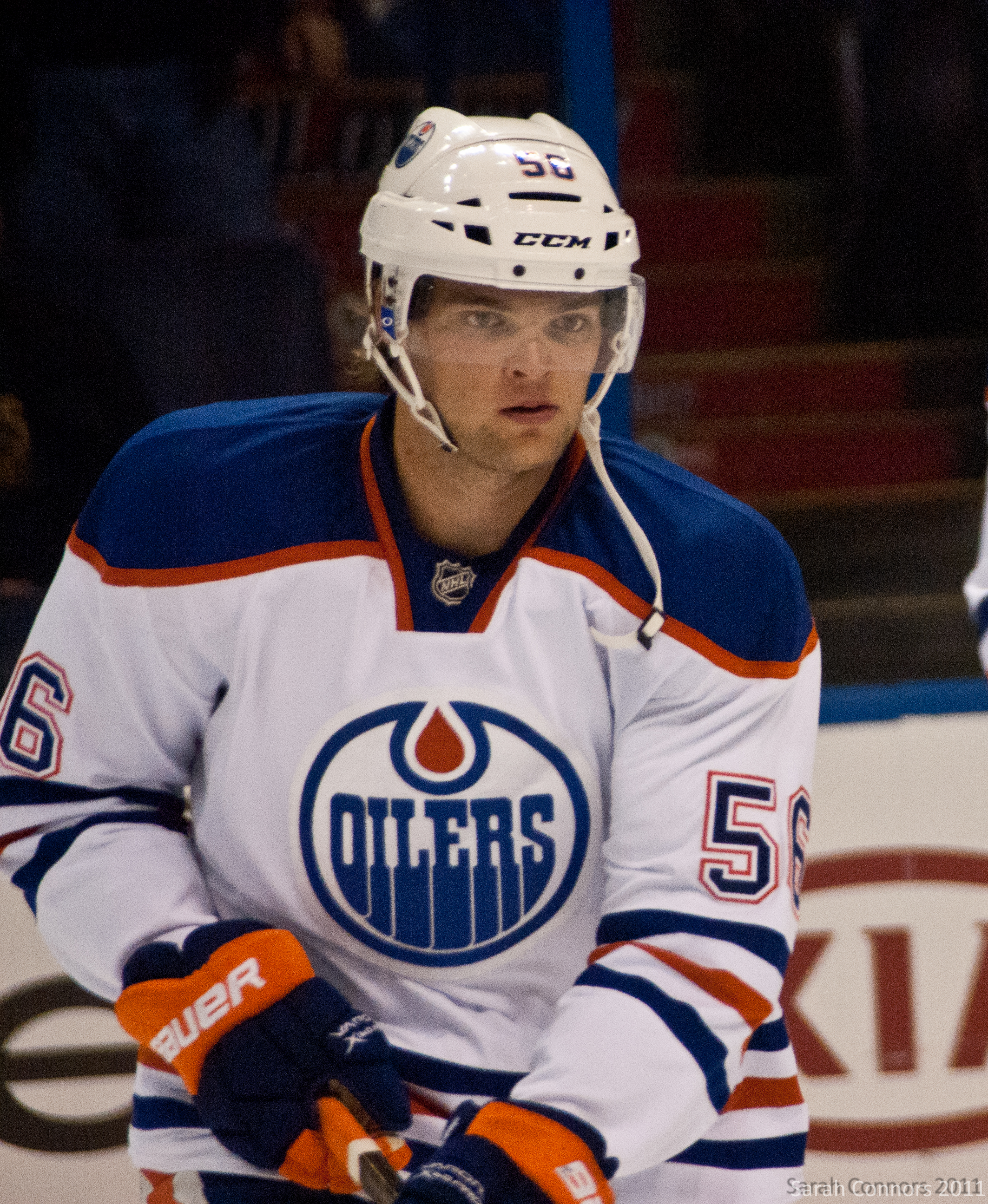
Teemu Hartikainen, ici sous les couleurs des Oilers d'Edmonton en 2012, est le premier buteur de la compétition lors du match d'ouverture Finlande-États-Unis.

| 12 mai | Finlande | 1-4 (1-0, 0-1, 0-3) | États-Unis | Nokia Arena 12 056 spectateurs |

| Feuille de match | Feuille de match                                   | Feuille de match    | Feuille de match | Feuille de match                                                                       |
| ---------------- | -------------------------------------------------- | ------------------- | --- | -------------------------------------------------------------------------------------- |
|                  | Hartikainen (Sallinen, Manninen) — 17 min 7 s (SN) | 1-0 1-1 1-2 1-3 1-4 | Gauthier (Mazur, Samberg) — 33 min 48 s O'Connor (Samberg, Garland) — 49 min 49 s Tuch (Grimaldi, O'Connor) — 52 min 57 s Tuch (O'Connor) — 59 min 12 s (CV) | Arbitrage : Tobias Björk et Adam Bloski Juges de lignes : Jiří Ondráček et Šimon Synek |
| Larmi            | Gardiens                                           | DeSmith             | | Arbitrage : Tobias Björk et Adam Bloski Juges de lignes : Jiří Ondráček et Šimon Synek |
| 6 min            | Pénalités                                          | 4 min               | | Arbitrage : Tobias Björk et Adam Bloski Juges de lignes : Jiří Ondráček et Šimon Synek |
| 24               | Tirs                                               | 38                  | | Arbitrage : Tobias Björk et Adam Bloski Juges de lignes : Jiří Ondráček et Šimon Synek |

| 12 mai | Suède | 1-0 (0-0, 0-0, 1-0) | Allemagne | Nokia Arena 9 179 spectateurs |

| Feuille de match | Feuille de match                                  | Feuille de match | Feuille de match | Feuille de match                                                                                    |
| ---------------- | ------------------------------------------------- | ---------------- | ---------------- | --------------------------------------------------------------------------------------------------- |
|                  | Lindberg (Berggren, Petersson) — 41 min 31 s (SN) | 1-0              |                  | Arbitrage : Mikko Kaukokari et Miroslav Stolc Juges de lignes : Eric Cattaneo et Tarrington Wyonzek |
| La. Johansson    | Gardiens                                          | Niederberger     |                  | Arbitrage : Mikko Kaukokari et Miroslav Stolc Juges de lignes : Eric Cattaneo et Tarrington Wyonzek |
| 8 min            | Pénalités                                         | 6 min            |                  | Arbitrage : Mikko Kaukokari et Miroslav Stolc Juges de lignes : Eric Cattaneo et Tarrington Wyonzek |
| 23               | Tirs                                              | 19               |                  | Arbitrage : Mikko Kaukokari et Miroslav Stolc Juges de lignes : Eric Cattaneo et Tarrington Wyonzek |

| 13 mai | France | 2-1 (pr) (1-0, 0-0, 0-1, 1-0) | Autriche | Nokia Arena 7 626 spectateurs |

| Feuille de match | Feuille de match                                                                                          | Feuille de match | Feuille de match                            | Feuille de match                                                                               |
| ---------------- | --- | ---------------- | ------------------------------------------- | ---------------------------------------------------------------------------------------------- |
|                  | T. Bozon (Claireaux, Chakiachvili) — 19 min 29 s (SN) Treille (Chakiachvili, T. Bozon) — 60 min 39 s (SN) | 1–0 1–1 2–1      | Raffl (Schneider, Rossi) — 46 min 59 s (SN) | Arbitrage : Mads Frandsen et Sirko Hunnius Juges de lignes : Šimon Synek et Tarrington Wyonzek |
| Ylönen           | Gardiens                                                                                                  | Kickert          |                                             | Arbitrage : Mads Frandsen et Sirko Hunnius Juges de lignes : Šimon Synek et Tarrington Wyonzek |
| 27 min           | Pénalités                                                                                                 | 10 min           |                                             | Arbitrage : Mads Frandsen et Sirko Hunnius Juges de lignes : Šimon Synek et Tarrington Wyonzek |
| 28               | Tirs | 28               |                                             | Arbitrage : Mads Frandsen et Sirko Hunnius Juges de lignes : Šimon Synek et Tarrington Wyonzek |

| 13 mai | Hongrie | 1-3 (0-1, 0-1, 1-1) | Danemark | Nokia Arena 7 633 spectateurs |

| Feuille de match | Feuille de match                       | Feuille de match | Feuille de match | Feuille de match                                                                            |
| ---------------- | -------------------------------------- | ---------------- | --- | ------------------------------------------------------------------------------------------- |
|                  | Sofron (Szabó, Bartalis) — 46 min 42 s | 0–1 0–2 1–2 1–3  | Ehlers (N. Jensen, Russell) — 15 min 55 s (SN) Ehlers (M. Lauridsen, Jensen) — 29 min 23 s (SN) Poulsen (Lassen, Storm) — 51 min 58 s | Arbitrage : Adam Bloski et Sean MacFarlane Juges de lignes : Onni Hautamäki et Brett Mackey |
| Bálizs           | Gardiens                               | Dichow           | | Arbitrage : Adam Bloski et Sean MacFarlane Juges de lignes : Onni Hautamäki et Brett Mackey |
| 12 min           | Pénalités                              | 10 min           | | Arbitrage : Adam Bloski et Sean MacFarlane Juges de lignes : Onni Hautamäki et Brett Mackey |
| 17               | Tirs                                   | 44               | | Arbitrage : Adam Bloski et Sean MacFarlane Juges de lignes : Onni Hautamäki et Brett Mackey |

| 13 mai | Allemagne | 3-4 (1-1, 2-2, 0-1) | Finlande | Nokia Arena 11 712 spectateurs |

| Feuille de match | Feuille de match | Feuille de match            | Feuille de match | Feuille de match                                                                        |
| ---------------- | --- | --------------------------- | --- | --------------------------------------------------------------------------------------- |
|                  | Noebels (Fischbuch, Kastner) — 17 min 45 s Wissmann (Kastner, Noebels) — 32 min 26 s Peterka (Kahun, Tiffels) — 39 min 41 s (SN) | 0–1 1–1 2–1 2–2 2–3 3–3 3–4 | Armia (Kakko, Määttä) — 9 min 30 s Manninen (Kapanen, Koivisto) — 34 min 9 s Manninen (Rantanen, Lehtonen) — 35 min 56 s (SN) Lehtonen (Rantanen, Hartikainen) — 52 min 45 s | Arbitrage : Andris Ansons et Miroslav Stolc Juges de lignes : Jake Davis et Dāvis Zunde |
| Strahlmeier      | Gardiens | Olkinuora                   | | Arbitrage : Andris Ansons et Miroslav Stolc Juges de lignes : Jake Davis et Dāvis Zunde |
| 4 min            | Pénalités | 8 min                       | | Arbitrage : Andris Ansons et Miroslav Stolc Juges de lignes : Jake Davis et Dāvis Zunde |
| 13               | Tirs | 25                          | | Arbitrage : Andris Ansons et Miroslav Stolc Juges de lignes : Jake Davis et Dāvis Zunde |

| 14 mai | États-Unis | 7-1 (2-1, 2-0, 3-0) | Hongrie | Nokia Arena 5 258 spectateurs |

| Feuille de match | Feuille de match | Feuille de match                | Feuille de match                     | Feuille de match                                                                                 |
| ---------------- | --- | ------------------------------- | ------------------------------------ | ------------------------------------------------------------------------------------------------ |
|                  | A. Tuch (Grimaldi) — 6 min 16 s Bonino (Grimaldi) — 18 min 38 s Bonino (Garland, Perunovich) — 23 min 29 s (SN) Gauthier (Coronato, Hutson) — 33 min 39 s Mackey (Eyssimont, Garland) — 41 min 23 s Grimaldi — 44 min 4 s L. Tuch — 56 min 57 s | 0–1 1–1 2–1 3–1 4–1 5–1 6–1 7–1 | Sofron (Szabó, Bartalis) — 4 min 7 s | Arbitrage : Mads Frandsen et Sirko Hunnius Juges de lignes : Eric Cattaneo et Tarrington Wyonzek |
| Petersen         | Gardiens | Horváth                         |                                      | Arbitrage : Mads Frandsen et Sirko Hunnius Juges de lignes : Eric Cattaneo et Tarrington Wyonzek |
| 0 min            | Pénalités | 4 min                           |                                      | Arbitrage : Mads Frandsen et Sirko Hunnius Juges de lignes : Eric Cattaneo et Tarrington Wyonzek |
| 50               | Tirs | 14                              |                                      | Arbitrage : Mads Frandsen et Sirko Hunnius Juges de lignes : Eric Cattaneo et Tarrington Wyonzek |

| 14 mai | France | 3-4 (pr) (0-2, 3-1, 0-0, 0-1) | Danemark | Nokia Arena 4 542 spectateurs |

| Feuille de match | Feuille de match                                                                             | Feuille de match            | Feuille de match | Feuille de match                                                                          |
| ---------------- | -------------------------------------------------------------------------------------------- | --------------------------- | --- | ----------------------------------------------------------------------------------------- |
|                  | Leclerc (Rech, Boudon) — 25 min 48 s Rech — 28 min 29 s Addamo (Boscq, Gallet) — 39 min 31 s | 0–1 0–2 1–2 2–2 2–3 3–3 3–4 | Ehlers (M. Lauridsen, N. Jensen) — 8 min 27 s (SN) Bødker (Jensen Aabo, Bau) — 18 min 3 s (SN) Olesen — 30 min 34 s Russell (M. Lauridsen, Ehlers) — 61 min 43 s (SN) | Arbitrage : Tobias Björk et Mikko Kaukokari Juges de lignes : Jake Davis et Jiří Ondráček |
| Ylönen           | Gardiens                                                                                     | Dichow                      | | Arbitrage : Tobias Björk et Mikko Kaukokari Juges de lignes : Jake Davis et Jiří Ondráček |
| 33 min           | Pénalités                                                                                    | 6 min                       | | Arbitrage : Tobias Björk et Mikko Kaukokari Juges de lignes : Jake Davis et Jiří Ondráček |
| 26               | Tirs                                                                                         | 21                          | | Arbitrage : Tobias Björk et Mikko Kaukokari Juges de lignes : Jake Davis et Jiří Ondráček |

| 14 mai | Suède | 5-0 (1-0, 2-0, 2-0) | Autriche | Nokia Arena 5 950 spectateurs |

| Feuille de match | Feuille de match | Feuille de match    | Feuille de match | Feuille de match                                                                             |
| ---------------- | --- | ------------------- | ---------------- | -------------------------------------------------------------------------------------------- |
|                  | Lindholm (Berggren, Pudas) — 3 min 43 s Sörensen (De la Rose, Tömmernes) — 26 min 4 s Nemeth (Petersson, Lindholm) — 38 min 16 s Carlsson (Raymond, Nylander) — 51 min 18 s Everberg (Bengtsson, Nemeth) — 53 min 42 s | 1–0 2–0 3–0 4–0 5–0 |                  | Arbitrage : Andris Ansons et Sean MacFarlane Juges de lignes : Onni Hautamäki et Dāvis Zunde |
| Wallstedt        | Gardiens | Starkbaum           |                  | Arbitrage : Andris Ansons et Sean MacFarlane Juges de lignes : Onni Hautamäki et Dāvis Zunde |
| 2 min            | Pénalités | 4 min               |                  | Arbitrage : Andris Ansons et Sean MacFarlane Juges de lignes : Onni Hautamäki et Dāvis Zunde |
| 32               | Tirs | 18                  |                  | Arbitrage : Andris Ansons et Sean MacFarlane Juges de lignes : Onni Hautamäki et Dāvis Zunde |

| 15 mai | Allemagne | 2-3 (0-0, 2-1, 0-2) | États-Unis | Nokia Arena 8 003 spectateurs |

| Feuille de match | Feuille de match                                                              | Feuille de match    | Feuille de match | Feuille de match                                                                             |
| ---------------- | ----------------------------------------------------------------------------- | ------------------- | --- | -------------------------------------------------------------------------------------------- |
|                  | Soramies (M. Müller, Seider) — 30 min 23 s (IN) Schütz (Tuomie) — 39 min 55 s | 0–1 1–1 2–1 2–2 2–3 | Attard (Eyssimont, Tynan) — 25 min 39 s (JS) Farrell (Hutson) — 45 min 58 s Coronato (Perunovich, Tynan) — 54 min 50 s (SN) | Arbitrage : Tobias Björk et Mikko Kaukokari Juges de lignes : Eric Cattaneo et Jiří Ondráček |
| Niederberger     | Gardiens                                                                      | DeSmith             | | Arbitrage : Tobias Björk et Mikko Kaukokari Juges de lignes : Eric Cattaneo et Jiří Ondráček |
| 4 min            | Pénalités                                                                     | 8 min               | | Arbitrage : Tobias Björk et Mikko Kaukokari Juges de lignes : Eric Cattaneo et Jiří Ondráček |
| 32               | Tirs                                                                          | 26                  | | Arbitrage : Tobias Björk et Mikko Kaukokari Juges de lignes : Eric Cattaneo et Jiří Ondráček |

| 15 mai | Finlande | 1-2 (TB) (0-0, 0-1, 1-0, 0-0, 0-1) | Suède | Nokia Arena 12 039 spectateurs |

| Feuille de match | Feuille de match                          | Feuille de match | Feuille de match                                                    | Feuille de match                                                                         |
| ---------------- | ----------------------------------------- | ---------------- | ------------------------------------------------------------------- | ---------------------------------------------------------------------------------------- |
|                  | Lammikko (Pesonen, Kapanen) — 46 min 47 s | 0-1 1-1 1-2      | Lindberg (Zetterlund, Berggren) — 37 min 17 s Raymond — 65 min (TB) | Arbitrage : Andris Ansons et Mads Frandsen Juges de lignes : Brett Mackey et Šimon Synek |
| Larmi            | Gardiens                                  | La. Johansson    |                                                                     | Arbitrage : Andris Ansons et Mads Frandsen Juges de lignes : Brett Mackey et Šimon Synek |
| 4 min            | Pénalités                                 | 6 min            |                                                                     | Arbitrage : Andris Ansons et Mads Frandsen Juges de lignes : Brett Mackey et Šimon Synek |
| 28               | Tirs                                      | 26               |                                                                     | Arbitrage : Andris Ansons et Mads Frandsen Juges de lignes : Brett Mackey et Šimon Synek |

| 16 mai | Danemark | 6-2 (1-0, 1-1, 4-1) | Autriche | Nokia Arena 3 131 spectateurs |

| Feuille de match | Feuille de match | Feuille de match                | Feuille de match                                                                      | Feuille de match                                                                           |
| ---------------- | --- | ------------------------------- | ------------------------------------------------------------------------------------- | ------------------------------------------------------------------------------------------ |
|                  | Ehlers (Jensen Aabo, O. Lauridsen) — 9 min 32 s Andersen (Aagaard) — 33 min 27 s Jensen Aabo (Andersen, Aagaard) — 46 min 37 s N. Jensen (M. Lauridsen) — 51 min 46 s (SN) Lassen (Andersen) — 53 min Russell (Ehlers) — 57 min 3 s | 1–0 1–1 2–1 3–1 3–2 4–2 5–2 6–2 | Raffl (Schneider, Heinrich) — 27 min 15 s (SN) Schneider (Rossi, Maier) — 48 min 40 s | Arbitrage : Sean Fernandez et Sirko Hunnius Juges de lignes : Andreas Hofer et Dāvis Zunde |
| Dichow           | Gardiens | Kickert                         |                                                                                       | Arbitrage : Sean Fernandez et Sirko Hunnius Juges de lignes : Andreas Hofer et Dāvis Zunde |
| 4 min            | Pénalités | 6 min                           |                                                                                       | Arbitrage : Sean Fernandez et Sirko Hunnius Juges de lignes : Andreas Hofer et Dāvis Zunde |
| 27               | Tirs | 21                              |                                                                                       | Arbitrage : Sean Fernandez et Sirko Hunnius Juges de lignes : Andreas Hofer et Dāvis Zunde |

| 16 mai | France | 2-3 (pr) (1-1, 1-1, 0-0, 0-1) | Hongrie | Nokia Arena 3 075 spectateurs |

| Feuille de match | Feuille de match                                                                     | Feuille de match    | Feuille de match                                                                                               | Feuille de match                                                                          |
| ---------------- | ------------------------------------------------------------------------------------ | ------------------- | --- | ----------------------------------------------------------------------------------------- |
|                  | Bertrand (Gallet, Rech) — 16 min 28 s Boudon (Bertrand, T. Bozon) — 29 min 31 s (SN) | 1–0 1–1 2–1 2–2 2–3 | Stipsicz (Sebök, Hári) — 19 min 39 s Galló (Sebök, Kiss) — 33 min 3 s Bartalis (Erdély, Horváth) — 61 min 22 s | Arbitrage : Mads Frandsen et Mike Langin Juges de lignes : Onni Hautamäki et Brett Mackey |
| Ylönen           | Gardiens                                                                             | Bálizs              | | Arbitrage : Mads Frandsen et Mike Langin Juges de lignes : Onni Hautamäki et Brett Mackey |
| 10 min           | Pénalités                                                                            | 8 min               | | Arbitrage : Mads Frandsen et Mike Langin Juges de lignes : Onni Hautamäki et Brett Mackey |
| 28               | Tirs                                                                                 | 21                  | | Arbitrage : Mads Frandsen et Mike Langin Juges de lignes : Onni Hautamäki et Brett Mackey |

| 17 mai | États-Unis | 4-1 (0-0, 2-1, 2-0) | Autriche | Nokia Arena 7 676 spectateurs |

| Feuille de match | Feuille de match | Feuille de match    | Feuille de match                            | Feuille de match                                                                             |
| ---------------- | --- | ------------------- | ------------------------------------------- | -------------------------------------------------------------------------------------------- |
|                  | Grimaldi (Bonino, Mackey) — 27 min 16 s Mazur (Tynan, Hutson) — 38 min 20 s Hutson (Perbix, Coronato) — 43 min 24 s Perbix (Brown, Farrell) — 57 min 27 s (CV) | 1–0 1–1 2–1 3–1 4–1 | Raffl (Schneider, Rossi) — 37 min 23 s (SN) | Arbitrage : Andris Ansons et Mikko Kaukokari Juges de lignes : Onni Hautamäki et Šimon Synek |
| Petersen         | Gardiens | Starkbaum           |                                             | Arbitrage : Andris Ansons et Mikko Kaukokari Juges de lignes : Onni Hautamäki et Šimon Synek |
| 4 min            | Pénalités | 4 min               |                                             | Arbitrage : Andris Ansons et Mikko Kaukokari Juges de lignes : Onni Hautamäki et Šimon Synek |
| 31               | Tirs | 19                  |                                             | Arbitrage : Andris Ansons et Mikko Kaukokari Juges de lignes : Onni Hautamäki et Šimon Synek |

| 17 mai | Finlande | 5-3 (1-1, 2-1, 2-1) | France | Nokia Arena 11 638 spectateurs |

| Feuille de match | Feuille de match | Feuille de match                | Feuille de match | Feuille de match                                                                         |
| ---------------- | --- | ------------------------------- | --- | ---------------------------------------------------------------------------------------- |
|                  | Pesonen (Pokka, Lammikko) — 4 min 37 s Oksanen (Anttila, Friman) — 23 min 35 s Anttila (Matinpalo) — 31 min 36 s Hartikainen (Manninen, Rantanen) — 45 min 22 s (SN) Manninen (Rantanen, Määttä) — 58 min 58 s (CV) | 0–1 1–1 2–1 2–2 3–2 4–2 4–3 5–3 | Chakiachvili (T. Bozon, Texier) — 1 min 4 s Addamo (Gallet, Leclerc) — 28 min 31 s Bertrand (Chakiachvili, T. Bozon) — 49 min 8 s | Arbitrage : Tobias Björk et Sean Fernandez Juges de lignes : Brett Mackey et Dāvis Zunde |
| Larmi            | Gardiens | Junca                           | | Arbitrage : Tobias Björk et Sean Fernandez Juges de lignes : Brett Mackey et Dāvis Zunde |
| 4 min            | Pénalités | 6 min                           | | Arbitrage : Tobias Björk et Sean Fernandez Juges de lignes : Brett Mackey et Dāvis Zunde |
| 32               | Tirs | 22                              | | Arbitrage : Tobias Björk et Sean Fernandez Juges de lignes : Brett Mackey et Dāvis Zunde |

| 18 mai | Hongrie | 1-7 (1-3, 0-3, 0-1) | Suède | Nokia Arena 6 566 spectateurs |

| Feuille de match | Feuille de match                    | Feuille de match                | Feuille de match | Feuille de match                                                                                  |
| ---------------- | ----------------------------------- | ------------------------------- | --- | ------------------------------------------------------------------------------------------------- |
|                  | Kiss (Bartalis, Garát) — 7 min 36 s | 0–1 0–2 1–2 1–3 1–4 1–5 1–6 1–7 | Lindberg (Tömmernes, Lindholm) — 1 min 33 s De la Rose (Grundström) — 5 min 13 s (IN) Everberg (Liljegren, Sandin) — 17 min 50 s Petersson (Tömmernes, Raymond) — 24 min 17 s (SN) Berggren (Raymond, Liljegren) — 37 min 37 s De la Rose (Sörensen, Tömmernes) — 38 min 20 s Raymond (Carlsson, Tömmernes) — 48 min 48 s | Arbitrage : Sirko Hunnius et Liam Sewell Juges de lignes : Nicolas Constantineau et Andreas Hofer |
| Horváth          | Gardiens                            | Wallstedt                       | | Arbitrage : Sirko Hunnius et Liam Sewell Juges de lignes : Nicolas Constantineau et Andreas Hofer |
| 4 min            | Pénalités                           | 4 min                           | | Arbitrage : Sirko Hunnius et Liam Sewell Juges de lignes : Nicolas Constantineau et Andreas Hofer |
| 9                | Tirs                                | 51                              | | Arbitrage : Sirko Hunnius et Liam Sewell Juges de lignes : Nicolas Constantineau et Andreas Hofer |

| 18 mai | Danemark | 4-6 (1-0, 1-3, 2-3) | Allemagne | Nokia Arena 3 964 spectateurs |

| Feuille de match | Feuille de match | Feuille de match                        | Feuille de match | Feuille de match                                                                        |
| ---------------- | --- | --------------------------------------- | --- | --------------------------------------------------------------------------------------- |
|                  | Lassen (M. Lauridsen, Ehlers) — 5 min 39 s Bau Hansen (Krogsgaard, Wejse) — 39 min 37 s Wejse (Olesen (Andersen) — 55 min 1 s Wejse (M. Lauridsen, Koch) — 59 min 28 s (JS) | 1–0 1–1 1–2 1–3 2–3 3–3 3–4 3–5 4–5 4–6 | Peterka ((Wissmann) — 29 min 12 s Ehl (M. Müller, Seider) — 31 min 8 s M. Müller (Noebels, Peterka) — 37 min 51 s J. Müller (Wissmann, Stachowiak) — 55 min 21 s Noebels (Sturm) — 58 min 56 s (SN + CV) Sturm — 59 min 35 s (CV) | Arbitrage : Jan Hribik et Mike Langin Juges de lignes : Nick Briganti et Emil Yletyinen |
| Dichow           | Gardiens | Niederberger                            | | Arbitrage : Jan Hribik et Mike Langin Juges de lignes : Nick Briganti et Emil Yletyinen |
| 4 min            | Pénalités | 0 min                                   | | Arbitrage : Jan Hribik et Mike Langin Juges de lignes : Nick Briganti et Emil Yletyinen |
| 20               | Tirs | 35                                      | | Arbitrage : Jan Hribik et Mike Langin Juges de lignes : Nick Briganti et Emil Yletyinen |

| 19 mai | Hongrie | 1-7 (0-1, 1-1, 0-5) | Finlande | Nokia Arena 11 547 spectateurs |

| Feuille de match | Feuille de match                     | Feuille de match                | Feuille de match | Feuille de match                                                                                 |
| ---------------- | ------------------------------------ | ------------------------------- | --- | ------------------------------------------------------------------------------------------------ |
|                  | Sebök (Pozsgai, Galló) — 26 min 46 s | 0–1 0–2 1–2 1–3 1–4 1–5 1–6 1–7 | Lehtonen (Rantanen, Ohtamaa) — 23 min 9 s Kakko (Armia, Suomela) — 26 min 46 s (SN) Ohtamaa (Rantanen, Manninen) — 40 min 51 s Hartikainen (Rantanen, Lehtonen) — 43 min 24 s () Kapanen (Kakko, Suomela) — 46 min 20 s Merelä (Friman, Björninen) — 54 min 42 s Armia (Määttä, Olkinuora) — 59 min 1 s () | Arbitrage : Sean MacFarlane et Jan Hribik Juges de lignes : Nicolas Constantineau et Dāvis Zunde |
| Bálizs           | Gardiens                             | Olkinuora                       | | Arbitrage : Sean MacFarlane et Jan Hribik Juges de lignes : Nicolas Constantineau et Dāvis Zunde |
| 12 min           | Pénalités                            | 0 min                           | | Arbitrage : Sean MacFarlane et Jan Hribik Juges de lignes : Nicolas Constantineau et Dāvis Zunde |
| 13               | Tirs                                 | 44                              | | Arbitrage : Sean MacFarlane et Jan Hribik Juges de lignes : Nicolas Constantineau et Dāvis Zunde |

| 19 mai | Autriche | 2-4 (1-2, 0-1, 1-1) | Allemagne | Nokia Arena 7 451 spectateurs |

| Feuille de match | Feuille de match                                                             | Feuille de match        | Feuille de match | Feuille de match                                                                          |
| ---------------- | ---------------------------------------------------------------------------- | ----------------------- | --- | ----------------------------------------------------------------------------------------- |
|                  | Wolf (Schneider, Rossi) — 11 min 15 s Haudum (Wukovits, Huber) — 53 min 25 s | 0–1 1–1 1–2 1–3 2–3 2–4 | Sturm (Ehl, Niederberger) — 4 min 22 s Tuomie (Stachowiak, J. Müller) — 16 min 28 s Stachowiak (Schütz, M. Müller) — 33 min 32 s Sturm — 58 min 58 s (CV) | Arbitrage : Andris Ansons et Liam Sewell Juges de lignes : Brett Mackey et Emil Yletyinen |
| Kickert          | Gardiens                                                                     | Niederberger            | | Arbitrage : Andris Ansons et Liam Sewell Juges de lignes : Brett Mackey et Emil Yletyinen |
| 0 min            | Pénalités                                                                    | 4 min                   | | Arbitrage : Andris Ansons et Liam Sewell Juges de lignes : Brett Mackey et Emil Yletyinen |
| 18               | Tirs                                                                         | 24                      | | Arbitrage : Andris Ansons et Liam Sewell Juges de lignes : Brett Mackey et Emil Yletyinen |

| 20 mai | États-Unis | 3-0 (0-0, 0-0, 3-0) | Danemark | Nokia Arena 8 951 spectateurs |

| Feuille de match | Feuille de match | Feuille de match                | Feuille de match | Feuille de match                                                                               |
| ---------------- | --- | ------------------------------- | ---------------- | ---------------------------------------------------------------------------------------------- |
|                  | Gauthier (A. Tuch, Tynan) — 49 min 51 s (SN) A. Tuch (Grimaldi, Perunovich) — 55 min 30 s Grimaldi (A. Tuch) — 59 min 19 s (CV) | 1–0 2–0 3–0                     |                  | Arbitrage : Lassi Heikkinen et Mike Langin Juges de lignes : Tommi Niittylä et David Nothegger |
| DeSmith          | Gardiens | Dichow (20 min) Sørensen (40 s) |                  | Arbitrage : Lassi Heikkinen et Mike Langin Juges de lignes : Tommi Niittylä et David Nothegger |
| 6 min            | Pénalités | 6 min                           |                  | Arbitrage : Lassi Heikkinen et Mike Langin Juges de lignes : Tommi Niittylä et David Nothegger |
| 36               | Tirs | 22                              |                  | Arbitrage : Lassi Heikkinen et Mike Langin Juges de lignes : Tommi Niittylä et David Nothegger |

| 20 mai | Autriche | 1-3 (1-2, 0-0, 0-1) | Finlande | Nokia Arena 11 785 spectateurs |

| Feuille de match | Feuille de match             | Feuille de match | Feuille de match                                                                                              | Feuille de match                                                                               |
| ---------------- | ---------------------------- | ---------------- | --- | ---------------------------------------------------------------------------------------------- |
|                  | Zwerger (Rossi) — 4 min 55 s | 0–1 1–1 1–2 1–3  | Kapanen (Kakko, Määttä) — 1 min 19 s Suomela (Määttä, Koivisto) — 7 min 31 s Oksanen (Björninen) — 58 min 8 s | Arbitrage : Christoffer Holm et Sirko Hunnius Juges de lignes : Nick Briganti et Andreas Hofer |
| Madlener         | Gardiens                     | Larmi            | | Arbitrage : Christoffer Holm et Sirko Hunnius Juges de lignes : Nick Briganti et Andreas Hofer |
| 4 min            | Pénalités                    | 0 min            | | Arbitrage : Christoffer Holm et Sirko Hunnius Juges de lignes : Nick Briganti et Andreas Hofer |
| 18               | Tirs                         | 39               | | Arbitrage : Christoffer Holm et Sirko Hunnius Juges de lignes : Nick Briganti et Andreas Hofer |

| 20 mai | Suède | 4-0 (4-0, 0-0, 0-0) | France | Nokia Arena 8 454 spectateurs |

| Feuille de match | Feuille de match | Feuille de match                 | Feuille de match | Feuille de match                                                                          |
| ---------------- | --- | -------------------------------- | ---------------- | ----------------------------------------------------------------------------------------- |
|                  | Lindholm (Tömmernes, Petersson) — 1 min 59 s Zetterlund (Pudas, Tömmernes) — 9 min 25 s Berggren (Carlsson, Tömmernes) — 16 min 26 s (SN) Zetterlund (Lindberg, Raymond) — 19 min 54 s (SN) | 1–0 2–0 3–0 4–0                  |                  | Arbitrage : Andris Ansons et Sean Fernandez Juges de lignes : Brett Mackey et Dāvis Zunde |
| La. Johansson    | Gardiens | Junca (20 min) Papillon (40 min) |                  | Arbitrage : Andris Ansons et Sean Fernandez Juges de lignes : Brett Mackey et Dāvis Zunde |
| 6 min            | Pénalités | 6 min                            |                  | Arbitrage : Andris Ansons et Sean Fernandez Juges de lignes : Brett Mackey et Dāvis Zunde |
| 29               | Tirs | 15                               |                  | Arbitrage : Andris Ansons et Sean Fernandez Juges de lignes : Brett Mackey et Dāvis Zunde |

| 21 mai | Allemagne | 7-2 (1-0, 3-0, 3-2) | Hongrie | Nokia Arena 29 spectateurs |

| Feuille de match | Feuille de match | Feuille de match                    | Feuille de match                                                           | Feuille de match                                                                                     |
| ---------------- | --- | ----------------------------------- | -------------------------------------------------------------------------- | --- |
|                  | Stachowiak (Schütz, Tuomie) — 7 min 58 s Seider (Tiffels, Peterka) — 35 min 4 s Sturm (Soramies, Ehl) — 35 min 22 s Sturm (Noebels, Wissmann) — 37 min 55 s (SN) Peterka (Tiffels, Wissmann) — 42 min 39 s Kahun (Peterka) — 50 min 6 s J. Müller (Wissmann, Peterka) — 58 min 38 s | 1–0 2–0 3–0 4–0 5–0 5–1 5–2 6–2 7–2 | Terbócs (Vincze, Papp) — 46 min 11 s Fejes (Stipsicz, Sebök) — 48 min 13 s | Arbitrage : Lassi Heikkinen et Jan Hribik Juges de lignes : Nicolas Constantineau et David Nothegger |
| Niederberger     | Gardiens | Horváth                             |                                                                            | Arbitrage : Lassi Heikkinen et Jan Hribik Juges de lignes : Nicolas Constantineau et David Nothegger |
| 6 min            | Pénalités | 33 min                              |                                                                            | Arbitrage : Lassi Heikkinen et Jan Hribik Juges de lignes : Nicolas Constantineau et David Nothegger |
| 16               | Tirs |                                     |                                                                            | Arbitrage : Lassi Heikkinen et Jan Hribik Juges de lignes : Nicolas Constantineau et David Nothegger |

| 21 mai | États-Unis | 9-0 (3-0, 1-0, 5-0) | France | Nokia Arena 6 539 spectateurs |

| Feuille de match                              | Feuille de match | Feuille de match                    | Feuille de match | Feuille de match                                                                             |
| --------------------------------------------- | --- | ----------------------------------- | ---------------- | -------------------------------------------------------------------------------------------- |
|                                               | O'Connor (Garland) — 6 min 3 s Gauthier (Perunovich) — 11 min 34 s Tynan (Gauthier) — 13 min 53 s Gauthier (Perunovich, Tynan) — 21 min 31 s (SN) O'Connor — 42 min 22 s Perunovich (Coronato, Bjork) — 45 min 1 s Grimaldi (Coronato, Perbix) — 47 min 7 s Garland (Tynan) — 48 min 36 s Gauthier (Tynan, Garland) — 53 min 48 s | 1–0 2–0 3–0 4–0 5–0 6–0 7–0 8–0 9–0 |                  | Arbitrage : Christoffer Holm et Liam Sewell Juges de lignes : Brett Mackey et Emil Yletyinen |
| Petersen (47 min 49 s) Commesso (12 min 11 s) | Gardiens | Ylönen (20 min) Papillon (40 min)   |                  | Arbitrage : Christoffer Holm et Liam Sewell Juges de lignes : Brett Mackey et Emil Yletyinen |
| 6 min                                         | Pénalités | 6 min                               |                  | Arbitrage : Christoffer Holm et Liam Sewell Juges de lignes : Brett Mackey et Emil Yletyinen |
| 44                                            | Tirs | 13                                  |                  | Arbitrage : Christoffer Holm et Liam Sewell Juges de lignes : Brett Mackey et Emil Yletyinen |

| 22 mai | Danemark | 1-4 (1-1, 0-1, 0-2) | Suède | Nokia Arena 6 573 spectateurs |

| Feuille de match | Feuille de match                | Feuille de match    | Feuille de match | Feuille de match                                                                           |
| ---------------- | ------------------------------- | ------------------- | --- | ------------------------------------------------------------------------------------------ |
|                  | N. Jensen (Ehlers) — 3 min 39 s | 1–0 1–1 1–2 1–3 1–4 | Everberg (Lindberg, Nylander) — 13 min 24 s Petersson (Lindberg, Raymond) — 32 min 20 s (SN) Petersson (Lindberg, Raymond) — 52 min 40 s (SN) Grundström (Lindholm, Petersson) — 54 min 22 s | Arbitrage : Sean Fernandez et Jan Hribik Juges de lignes : Andreas Hofer et Tommi Niittylä |
| Sorensen         | Gardiens                        | Wallstedt           | | Arbitrage : Sean Fernandez et Jan Hribik Juges de lignes : Andreas Hofer et Tommi Niittylä |
| 6 min            | Pénalités                       | 4 min               | | Arbitrage : Sean Fernandez et Jan Hribik Juges de lignes : Andreas Hofer et Tommi Niittylä |
| 11               | Tirs                            | 34                  | | Arbitrage : Sean Fernandez et Jan Hribik Juges de lignes : Andreas Hofer et Tommi Niittylä |

| 22 mai | Autriche | 4-3 (TB) (1-2, 2-1, 0-0, 0-0, 1-0) | Hongrie | Nokia Arena 3 068 spectateurs |

| Feuille de match | Feuille de match | Feuille de match            | Feuille de match | Feuille de match                                                                         |
| ---------------- | --- | --------------------------- | --- | ---------------------------------------------------------------------------------------- |
|                  | Rossi — 12 min 45 s (SN) Strong (Huber, Maier) — 26 min 43 s Haudum (Zwerger, Reinbacher) — 37 min 9 s (SN) Ganahl — 65 min (TB) | 0–1 1–1 1–2 1–3 2–3 3–3 4-3 | Sofron (Erdély, Bartalis) — 8 min 25 s Sofron (Sebök, Stipsicz) — 19 min 21 s (SN) Horváth (Papp, Nagy) — 24 min 11 s | Arbitrage : Mike Langin et Liam Sewell Juges de lignes : Nick Briganti et Emil Yletyinen |
| Starkbaum        | Gardiens | Bálizs                      | | Arbitrage : Mike Langin et Liam Sewell Juges de lignes : Nick Briganti et Emil Yletyinen |
| 4 min            | Pénalités | 6 min                       | | Arbitrage : Mike Langin et Liam Sewell Juges de lignes : Nick Briganti et Emil Yletyinen |
| 33               | Tirs | 18                          | | Arbitrage : Mike Langin et Liam Sewell Juges de lignes : Nick Briganti et Emil Yletyinen |

| 23 mai | Allemagne | 5-0 (2-0, 1-0, 2-0) | France | Nokia Arena 8 598 spectateurs |

| Feuille de match | Feuille de match | Feuille de match    | Feuille de match | Feuille de match                                                                                    |
| ---------------- | --- | ------------------- | ---------------- | --------------------------------------------------------------------------------------------------- |
|                  | Ehl (Stachowiak, Tuomie) — 3 min 31 s Tiffels (Peterka, Kahun) — 15 min 55 s Peterka — 22 min 7 s Fischbuch (Wissmann, Noebels) — 43 min 51 s (SN) Kastner (Noebels, Wissmann) — 53 min 34 s | 1–0 2–0 3–0 4–0 5–0 |                  | Arbitrage : Lassi Heikkinen et Stefan Hürlimann Juges de lignes : Andreas Krøyer et David Nothegger |
| Niederberger     | Gardiens | Ylönen              |                  | Arbitrage : Lassi Heikkinen et Stefan Hürlimann Juges de lignes : Andreas Krøyer et David Nothegger |
| 6 min            | Pénalités | 35 min              |                  | Arbitrage : Lassi Heikkinen et Stefan Hürlimann Juges de lignes : Andreas Krøyer et David Nothegger |
| 38               | Tirs | 13                  |                  | Arbitrage : Lassi Heikkinen et Stefan Hürlimann Juges de lignes : Andreas Krøyer et David Nothegger |

| 23 mai | Suède | 3-4 (pr) (1-1, 0-2, 2-0, 0-1) | États-Unis | Nokia Arena 8 781 spectateurs |

| Feuille de match | Feuille de match | Feuille de match            | Feuille de match | Feuille de match                                                                           |
| ---------------- | --- | --------------------------- | --- | ------------------------------------------------------------------------------------------ |
|                  | Carlsson (Tömmernes, Lindberg) — 9 min 10 s (2 SN) Carlsson (Berggren, Li. Johansson) — 54 min 51 s Liljegren (Tömmernes, Lindberg) — 57 min 29 s | 1–0 1–1 1–2 2–2 2–3 3–3 3–4 | Bonino (Gauthier, Tynan) — 16 min 49 s (SN) Garland (Mazur, Grimaldi) — 33 min 54 s (SN) Hutson — 39 min 30 s Samberg (Mazur, Tynan) — 61 min 37 s | Arbitrage : Mike Langin et André Schrader Juges de lignes : Daniel Hynek et Tommi Niittylä |
| La. Johansson    | Gardiens | DeSmith                     | | Arbitrage : Mike Langin et André Schrader Juges de lignes : Daniel Hynek et Tommi Niittylä |
| 14 min           | Pénalités | 33 min                      | | Arbitrage : Mike Langin et André Schrader Juges de lignes : Daniel Hynek et Tommi Niittylä |
| 26               | Tirs | 43                          | | Arbitrage : Mike Langin et André Schrader Juges de lignes : Daniel Hynek et Tommi Niittylä |

| 23 mai | Finlande | 7-1 (3-0, 3-0, 1-1) | Danemark | Nokia Arena 11 491 spectateurs |

| Feuille de match | Feuille de match | Feuille de match                | Feuille de match                               | Feuille de match                                                                                     |
| ---------------- | --- | ------------------------------- | ---------------------------------------------- | --- |
|                  | Anttila (Matinpalo, Björninen) — 2 min 39 s Ohtamaa (Rantanen, Manninen) — 3 min 31 s Pokka (Seppälä, Kakko) — 18 min 36 s Björninen (Pesonen, Seppälä) — 22 min 54 s Lammikko (Seppälä) — 35 min 7 s (IN) Kapanen (Kakko, Suomela) — 38 min 11 s Matinpalo (Björninen, Oksanen) — 42 min 41 s | 1–0 2–0 3–0 4–0 5–0 6–0 7–0 7–1 | Ehlers (Krogsgaard, Gammelgaard) — 42 min 53 s | Arbitrage : Christoffer Holm et Liam Sewell Juges de lignes : Nick Briganti et Nicolas Constantineau |
| Larmi            | Gardiens | Sørensen                        |                                                | Arbitrage : Christoffer Holm et Liam Sewell Juges de lignes : Nick Briganti et Nicolas Constantineau |
| 6 min            | Pénalités | 8 min                           |                                                | Arbitrage : Christoffer Holm et Liam Sewell Juges de lignes : Nick Briganti et Nicolas Constantineau |
| 47               | Tirs | 14                              |                                                | Arbitrage : Christoffer Holm et Liam Sewell Juges de lignes : Nick Briganti et Nicolas Constantineau |

#### Groupe B

##### Classement
| Clt   | Équipe     | PJ | V | VP | D | DP | BP | BC | Diff | Pts |
| ----- | ---------- | -- | - | -- | - | -- | -- | -- | ---- | --- |
| +001, | Suisse     | 7  | 6 | 0  | 0 | 1  | 29 | 10 | +19  | 19  |
| +002, | Canada     | 7  | 4 | 1  | 1 | 1  | 25 | 11 | +14  | 15  |
| +003, | Lettonie   | 7  | 3 | 2  | 2 | 0  | 21 | 17 | +4   | 13  |
| +004, | Tchéquie   | 7  | 4 | 0  | 2 | 1  | 22 | 16 | +6   | 13  |
| +005, | Slovaquie  | 7  | 3 | 0  | 2 | 2  | 15 | 15 | 0    | 11  |
| +006, | Kazakhstan | 7  | 1 | 2  | 4 | 0  | 14 | 31 | -17  | 7   |
| +007, | Norvège    | 7  | 1 | 1  | 4 | 1  | 9  | 17 | -8   | 6   |
| +008, | Slovénie P | 7  | 0 | 0  | 7 | 0  | 9  | 27 | -18  | 0   |

- En gras : qualifié pour les quarts de finale
- En italique : relégué en Division IA

Pour les significations des abréviations, voir statistiques du hockey sur glace.

##### Matchs
| 12 mai | Slovaquie | 2-3 (2-3, 0-0, 0-0) | Tchéquie | Riga Arena 7 800 spectateurs |

| Feuille de match | Feuille de match                                                               | Feuille de match    | Feuille de match | Feuille de match                                                                               |
| ---------------- | ------------------------------------------------------------------------------ | ------------------- | --- | ---------------------------------------------------------------------------------------------- |
|                  | Chromiak (Kňažko, Cehlárik) — 4 min 52 s (SN) Rosandić (Lantoši) — 10 min 57 s | 1–0 1–1 2–1 2–2 2–3 | Červenka (Kubalík, Chytil) — 6 min 38 s Sedlák (Flek, Kundrátek) — 13 min 48 s (IN) Sedlák (Kubalík, Tomášek) — 18 min 48 s (SN) | Arbitrage : Sean Fernandez et André Schrader Juges de lignes : Nick Briganti et Andreas Krøyer |
| Škorváne         | Gardiens                                                                       | Hrubec              | | Arbitrage : Sean Fernandez et André Schrader Juges de lignes : Nick Briganti et Andreas Krøyer |
| 27 min           | Pénalités                                                                      | 6 min               | | Arbitrage : Sean Fernandez et André Schrader Juges de lignes : Nick Briganti et Andreas Krøyer |
| 26               | Tirs                                                                           | 22                  | | Arbitrage : Sean Fernandez et André Schrader Juges de lignes : Nick Briganti et Andreas Krøyer |

| 12 mai | Lettonie | 0-6 (0-2, 0-2, 0-2) | Canada | Riga Arena 9 250 spectateurs |

| Feuille de match                           | Feuille de match | Feuille de match        | Feuille de match | Feuille de match                                                                            |
| ------------------------------------------ | ---------------- | ----------------------- | --- | ------------------------------------------------------------------------------------------- |
|                                            |                  | 0–1 0–2 0–3 0–4 0–5 0–6 | Crouse (Glass, Krebs) — 50 s Laughton (Weegar, Middleton) — 4 min 56 s Weegar (Quinn, Toffoli) — 28 min 17 s (SN) Blais (Krebs, Hunt) — 35 min 12 s Veleno (Weegar) — 53 min 58 s McBain (Carcone, Fantilli) — 55 min 40 s | Arbitrage : Lassi Heikkinen et Jan Hribik Juges de lignes : Andreas Hofer et Emil Yletyinen |
| Punnenovs (4 min 56 s) Šilovs (55 min 4 s) | Gardiens         | Montembeault            | | Arbitrage : Lassi Heikkinen et Jan Hribik Juges de lignes : Andreas Hofer et Emil Yletyinen |
| 8 min                                      | Pénalités        | 4 min                   | | Arbitrage : Lassi Heikkinen et Jan Hribik Juges de lignes : Andreas Hofer et Emil Yletyinen |
| 23                                         | Tirs             | 29                      | | Arbitrage : Lassi Heikkinen et Jan Hribik Juges de lignes : Andreas Hofer et Emil Yletyinen |

| 13 mai | Suisse | 7-0 (2-0, 1-0, 4-0) | Slovénie | Riga Arena 3 260 spectateurs |

| Feuille de match | Feuille de match | Feuille de match            | Feuille de match | Feuille de match                                                                             |
| ---------------- | --- | --------------------------- | ---------------- | -------------------------------------------------------------------------------------------- |
|                  | Malgin (Kukan, Haas) — 12 min 56 s (SN) Moser (Corvi, Herzog) — 13 min 29 s Niederreiter (Malgin, Haas) — 32 min 47 s (SN) Malgin (Simion, Haas) — 41 min 59 s (SN) Thürkauf (Loeffel) — 43 min 46 s (SN) Miranda (Richard, Bertschy) — 50 min 39 s Bertschy (Thürkauf) — 57 min 5 s | 1-0 2-0 3-0 4-0 5-0 6-0 7-0 |                  | Arbitrage : Lassi Heikkinen et Mike Langin Juges de lignes : Daniel Hynek et David Nothegger |
| Genoni           | Gardiens | Krošelj                     |                  | Arbitrage : Lassi Heikkinen et Mike Langin Juges de lignes : Daniel Hynek et David Nothegger |
| 4 min            | Pénalités | 12 min                      |                  | Arbitrage : Lassi Heikkinen et Mike Langin Juges de lignes : Daniel Hynek et David Nothegger |
| 36               | Tirs | 17                          |                  | Arbitrage : Lassi Heikkinen et Mike Langin Juges de lignes : Daniel Hynek et David Nothegger |

| 13 mai | Norvège | 3-4 (TB) (2-1, 1-1, 0-1, 0-0, 0-1) | Kazakhstan | Riga Arena 2 870 spectateurs |

| Feuille de match | Feuille de match | Feuille de match            | Feuille de match | Feuille de match                                                                                         |
| ---------------- | --- | --------------------------- | --- | --- |
|                  | Haga (Nørstebø, Trettenes) — 7 min 48 s (SN) Holm (Trettenes, Martinsen) — 9 min 6 s Haga (Granath, Nørstebø) — 21 min 44 s (SN) | 1–0 2–0 2–1 3–1 3–2 3–3 3-4 | Moukhametov (Mouratov, Beketaïev) — 21 min 44 s Orehkov (Savitski, Muratov) — 35 min 11 s (SN) Mikhaïlis (Rymarev, Startchenko) — 51 min 27 s (SN) Startchenko — 65 min (TB) | Arbitrage : Sean Fernandez et Stefan Hürlimann Juges de lignes : Nicolas Constantineau et Tommi Niittylä |
| Haukeland        | Gardiens | Choutov                     | | Arbitrage : Sean Fernandez et Stefan Hürlimann Juges de lignes : Nicolas Constantineau et Tommi Niittylä |
| 6 min            | Pénalités | 8 min                       | | Arbitrage : Sean Fernandez et Stefan Hürlimann Juges de lignes : Nicolas Constantineau et Tommi Niittylä |
| 34               | Tirs | 18                          | | Arbitrage : Sean Fernandez et Stefan Hürlimann Juges de lignes : Nicolas Constantineau et Tommi Niittylä |

| 13 mai | Slovaquie | 2-1 (1-0, 0-1, 1-0) | Lettonie | Riga Arena 8 930 spectateurs |

| Feuille de match | Feuille de match                                          | Feuille de match | Feuille de match    | Feuille de match                                                                              |
| ---------------- | --------------------------------------------------------- | ---------------- | ------------------- | --------------------------------------------------------------------------------------------- |
|                  | Sukeľ (Cehlárik) — 44 s Hrivík (Koch, Pánik) — 50 min 4 s | 1–0 1–1 2–1      | Ābols — 36 min 51 s | Arbitrage : Christoffer Holm et Liam Sewell Juges de lignes : Nick Briganti et Andreas Krøyer |
| Škorvánek        | Gardiens                                                  | Šilovs           |                     | Arbitrage : Christoffer Holm et Liam Sewell Juges de lignes : Nick Briganti et Andreas Krøyer |
| 10 min           | Pénalités                                                 | 2 min            |                     | Arbitrage : Christoffer Holm et Liam Sewell Juges de lignes : Nick Briganti et Andreas Krøyer |
| 29               | Tirs                                                      | 28               |                     | Arbitrage : Christoffer Holm et Liam Sewell Juges de lignes : Nick Briganti et Andreas Krøyer |

| 14 mai | Slovénie | 2-5 (1-0, 0-3, 1-2) | Canada | Riga Arena 3 380 spectateurs |

| Feuille de match | Feuille de match                                                                   | Feuille de match            | Feuille de match | Feuille de match                                                                                         |
| ---------------- | ---------------------------------------------------------------------------------- | --------------------------- | --- | --- |
|                  | Drozg (Jeglič, Verlič) — 3 min 50 s (SN) Drozg (Ograjenšek, Gregorc) — 55 min 10 s | 1–0 1–1 1–2 1–3 1–4 1–5 2–5 | Carcone (Weegar, McBain) — 21 min 13 s Joseph (Toffoli) — 27 min 31 s Lucic (Glass, Weegar) — 38 min 46 s (SN) Weegar (Toffoli, Middleton) — 53 min 59 s McBain (Carcone, Neighbours) — 54 min 50 s | Arbitrage : Stefan Hürlimann et André Schrader Juges de lignes : Nicolas Constantineau et Emil Yletyinen |
| Gračnar          | Gardiens                                                                           | Levi                        | | Arbitrage : Stefan Hürlimann et André Schrader Juges de lignes : Nicolas Constantineau et Emil Yletyinen |
| 10 min           | Pénalités                                                                          | 12 min                      | | Arbitrage : Stefan Hürlimann et André Schrader Juges de lignes : Nicolas Constantineau et Emil Yletyinen |
| 24               | Tirs                                                                               | 51                          | | Arbitrage : Stefan Hürlimann et André Schrader Juges de lignes : Nicolas Constantineau et Emil Yletyinen |

| 14 mai | Norvège | 0-3 (0-2, 0-0, 0-1) | Suisse | Riga Arena 3 232 spectateurs |

| Feuille de match | Feuille de match | Feuille de match | Feuille de match | Feuille de match                                                                      |
| ---------------- | ---------------- | ---------------- | --- | ------------------------------------------------------------------------------------- |
|                  |                  | 0–1 0–2 0–3      | Simion (Miranda, Glauser) — 8 min 13 s Glauser (Miranda, Simion) — 19 min 28 s Niederreiter (Bertschy, Richard) — 57 min 46 s () | Arbitrage : Jan Hribik et Liam Sewell Juges de lignes : Nick Briganti et Daniel Hynek |
| Arntzen          | Gardiens         | Mayer            | | Arbitrage : Jan Hribik et Liam Sewell Juges de lignes : Nick Briganti et Daniel Hynek |
| 10 min           | Pénalités        | 14 min           | | Arbitrage : Jan Hribik et Liam Sewell Juges de lignes : Nick Briganti et Daniel Hynek |
| 14               | Tirs             | 26               | | Arbitrage : Jan Hribik et Liam Sewell Juges de lignes : Nick Briganti et Daniel Hynek |

| 14 mai | Tchéquie | 5-1 (2-0, 0-1, 3-0) | Kazakhstan | Riga Arena 3 670 spectateurs |

| Feuille de match | Feuille de match | Feuille de match        | Feuille de match                               | Feuille de match                                                                              |
| ---------------- | --- | ----------------------- | ---------------------------------------------- | --------------------------------------------------------------------------------------------- |
|                  | Zbořil (Sobotka, Sedlák) — 8 min 48 s Kubalík (Kempný, Sedlák) — 15 min 25 s (SN) Sedlák (Tomášek) — 41 min 6 s Košťálek (Červenka, Špaček) — 45 min 46 s (SN) Kubalík (Špaček, Košťálek) — 58 min 59 s (2 SN) | 1–0 2–0 2–1 3–1 4–1 5–1 | Moukhametov (Mouratov, Qaiyrjan) — 31 min 18 s | Arbitrage : Christoffer Holm et Mike Langin Juges de lignes : Andreas Hofer et Tommi Niittylä |
| Langhamer        | Gardiens | Choutov                 |                                                | Arbitrage : Christoffer Holm et Mike Langin Juges de lignes : Andreas Hofer et Tommi Niittylä |
| 2 min            | Pénalités | 14 min                  |                                                | Arbitrage : Christoffer Holm et Mike Langin Juges de lignes : Andreas Hofer et Tommi Niittylä |
| 43               | Tirs | 15                      |                                                | Arbitrage : Christoffer Holm et Mike Langin Juges de lignes : Andreas Hofer et Tommi Niittylä |

| 15 mai | Slovaquie | 1-2 (TB) (1-1, 0-0, 0-0, 0-0, 0-1) | Canada | Riga Arena 4 640 spectateurs |

| Feuille de match | Feuille de match                             | Feuille de match | Feuille de match                                     | Feuille de match                                                                            |
| ---------------- | -------------------------------------------- | ---------------- | ---------------------------------------------------- | ------------------------------------------------------------------------------------------- |
|                  | Cehlárik (Hrivík, Hudáček) — 16 min 8 s (SN) | 0-1 1-1 1-2      | Neighbours (McBain) — 7 min 46 s Quinn — 65 min (TB) | Arbitrage : Jan Hribik et André Schrader Juges de lignes : Andreas Krøyer et Tommi Niittylä |
| Hlavaj           | Gardiens                                     | Montembeault     |                                                      | Arbitrage : Jan Hribik et André Schrader Juges de lignes : Andreas Krøyer et Tommi Niittylä |
| 41 min           | Pénalités                                    | 18 min           |                                                      | Arbitrage : Jan Hribik et André Schrader Juges de lignes : Andreas Krøyer et Tommi Niittylä |
| 24               | Tirs                                         | 44               |                                                      | Arbitrage : Jan Hribik et André Schrader Juges de lignes : Andreas Krøyer et Tommi Niittylä |

| 15 mai | Tchéquie | 3-4 (pr) (1-0, 1-2, 1-1, 0-1) | Lettonie | Riga Arena 7 780 spectateurs |

| Feuille de match | Feuille de match | Feuille de match            | Feuille de match | Feuille de match                                                                                    |
| ---------------- | --- | --------------------------- | --- | --------------------------------------------------------------------------------------------------- |
|                  | Němeček (Beránek, Černoch) — 8 min 25 s Kubalík (Červenka, Dvořák) — 29 min 21 s Kempný (Červenka, Kubalík) — 56 min 58 s | 1–0 1–1 1–2 2–2 2–3 3–3 3–4 | Ri. Bukarts (Cibuļskis, Džeriņš) — 22 min 16 s Dzierkals (Freibergs, Balcers) — 23 min 18 s Cibuļskis (Andersons, Smirnovs) — 45 min 22 s Batna (Jaks, Dzierkals) — 64 min 16 s | Arbitrage : Lassi Heikkinen et Stefan Hürlimann Juges de lignes : David Nothegger et Emil Yletyinen |
| Hrubec           | Gardiens | Šilovs                      | | Arbitrage : Lassi Heikkinen et Stefan Hürlimann Juges de lignes : David Nothegger et Emil Yletyinen |
| 6 min            | Pénalités | 8 min                       | | Arbitrage : Lassi Heikkinen et Stefan Hürlimann Juges de lignes : David Nothegger et Emil Yletyinen |
| 25               | Tirs | 35                          | | Arbitrage : Lassi Heikkinen et Stefan Hürlimann Juges de lignes : David Nothegger et Emil Yletyinen |

| 16 mai | Slovénie | 0-1 (0-1, 0-0, 0-0) | Norvège | Riga Arena 2 167 spectateurs |

| Feuille de match | Feuille de match | Feuille de match | Feuille de match                              | Feuille de match                                                                                    |
| ---------------- | ---------------- | ---------------- | --------------------------------------------- | --------------------------------------------------------------------------------------------------- |
|                  |                  | 0-1              | Berg-Paulsen (Johannesen, Olsen) — 14 min 5 s | Arbitrage : Adam Bloski et Christoffer Holm Juges de lignes : Nicolas Constantineau et Daniel Hynek |
| Krošelj          | Gardiens         | Haukeland        |                                               | Arbitrage : Adam Bloski et Christoffer Holm Juges de lignes : Nicolas Constantineau et Daniel Hynek |
| 6 min            | Pénalités        | 8 min            |                                               | Arbitrage : Adam Bloski et Christoffer Holm Juges de lignes : Nicolas Constantineau et Daniel Hynek |
| 18               | Tirs             | 29               |                                               | Arbitrage : Adam Bloski et Christoffer Holm Juges de lignes : Nicolas Constantineau et Daniel Hynek |

| 16 mai | Suisse | 5-0 (1-0, 2-0, 2-0) | Kazakhstan | Riga Arena 2 792 spectateurs |

| Feuille de match | Feuille de match | Feuille de match                             | Feuille de match | Feuille de match                                                                              |
| ---------------- | --- | -------------------------------------------- | ---------------- | --------------------------------------------------------------------------------------------- |
|                  | Geisser (Haas, Miranda) — 4 min 48 s Herzog (Fora, Riat) — 27 min 34 s Riat (Richard, Herzog) — 30 min 59 s Niederreiter (Malgin, Kukan) — 40 min 44 s (SN) Loeffel (Senteler) — 49 min 31 s | 1-0 2-0 3-0 4-0 5-0                          |                  | Arbitrage : Sean MacFarlane et Liam Sewell Juges de lignes : Jake Davis et Tarrington Wyonzek |
| Genoni           | Gardiens | Choutov (50 min 29 s) Boïarkine (9 min 31 s) |                  | Arbitrage : Sean MacFarlane et Liam Sewell Juges de lignes : Jake Davis et Tarrington Wyonzek |
| 0 min            | Pénalités | 6 min                                        |                  | Arbitrage : Sean MacFarlane et Liam Sewell Juges de lignes : Jake Davis et Tarrington Wyonzek |
| 36               | Tirs | 13                                           |                  | Arbitrage : Sean MacFarlane et Liam Sewell Juges de lignes : Jake Davis et Tarrington Wyonzek |

| 17 mai | Lettonie | 2-1 (0-0, 2-1, 0-0) | Norvège | Riga Arena 6 872 spectateurs |

| Feuille de match | Feuille de match                                                               | Feuille de match | Feuille de match                | Feuille de match                                                                         |
| ---------------- | ------------------------------------------------------------------------------ | ---------------- | ------------------------------- | ---------------------------------------------------------------------------------------- |
|                  | Ābols (Balcers, Daugaviņš) — 23 min 14 s (SN) Andersons (Ķēniņš) — 23 min 53 s | 1–0 2–0 2–1      | Hoff (H. Salsten) — 34 min 20 s | Arbitrage : Adam Bloski et André Schrader Juges de lignes : Jake Davis et Tommi Niittylä |
| Šilovs           | Gardiens                                                                       | Haukeland        |                                 | Arbitrage : Adam Bloski et André Schrader Juges de lignes : Jake Davis et Tommi Niittylä |
| 14 min           | Pénalités                                                                      | 16 min           |                                 | Arbitrage : Adam Bloski et André Schrader Juges de lignes : Jake Davis et Tommi Niittylä |
| 32               | Tirs                                                                           | 21               |                                 | Arbitrage : Adam Bloski et André Schrader Juges de lignes : Jake Davis et Tommi Niittylä |

| 17 mai | Canada | 5-1 (4-1, 0-0, 1-0) | Kazakhstan | Riga Arena 3 411 spectateurs |

| Feuille de match | Feuille de match | Feuille de match        | Feuille de match                         | Feuille de match                                                                                  |
| ---------------- | --- | ----------------------- | ---------------------------------------- | ------------------------------------------------------------------------------------------------- |
|                  | Weegar (Blais, Veleno) — 19 s Crouse (Weegar, Quinn) — 5 min 5 s Crouse (Laughton, Barron) — 7 min 50 s Veleno (Blais) — 19 min 22 s Blais (Veleno, Lucic) — 41 min 55 s | 1–0 2–0 3–0 3–1 4–1 5–1 | Beketaïev (Daniar, Rymarev) — 9 min 55 s | Arbitrage : Lassi Heikkinen et Stefan Hürlimann Juges de lignes : Daniel Hynek et David Nothegger |
| Hofer            | Gardiens | Boïarkine               |                                          | Arbitrage : Lassi Heikkinen et Stefan Hürlimann Juges de lignes : Daniel Hynek et David Nothegger |
| 2 min            | Pénalités | 0 min                   |                                          | Arbitrage : Lassi Heikkinen et Stefan Hürlimann Juges de lignes : Daniel Hynek et David Nothegger |
| 40               | Tirs | 17                      |                                          | Arbitrage : Lassi Heikkinen et Stefan Hürlimann Juges de lignes : Daniel Hynek et David Nothegger |

| 18 mai | Tchéquie | 6-2 (0-2, 1-0, 5-0) | Slovénie | Riga Arena 3 670 spectateurs |

| Feuille de match | Feuille de match | Feuille de match                | Feuille de match                                                                | Feuille de match                                                                              |
| ---------------- | --- | ------------------------------- | ------------------------------------------------------------------------------- | --------------------------------------------------------------------------------------------- |
|                  | Kubalík (Kempný, Tomášek) — 38 min 19 s (SN) Kubalík (Tomášek, Smejkal) — 43 min 37 s (SN) Červenka (Voženílek, Košťálek) — 45 min Kempný (Sobotka, Kubalík) — 51 min 12 s Kubalík (Zbořil) — 57 min 49 s (CV) Flek (Kempný, Dvořák) — 58 min 56 s | 0–1 0–2 1–2 2–2 3–2 4–2 5–2 6–2 | Verlič (Urbas, Gregorc) — 7 min 23 s Urbas (Gregorc, Jeglič) — 11 min 49 s (SN) | Arbitrage : Mads Frandsen et Miroslav Stolc Juges de lignes : Eric Cattaneo et Andreas Krøyer |
| Vejmelka         | Gardiens | Gračnar                         |                                                                                 | Arbitrage : Mads Frandsen et Miroslav Stolc Juges de lignes : Eric Cattaneo et Andreas Krøyer |
| 6 min            | Pénalités | 6 min                           |                                                                                 | Arbitrage : Mads Frandsen et Miroslav Stolc Juges de lignes : Eric Cattaneo et Andreas Krøyer |
| 41               | Tirs | 20                              |                                                                                 | Arbitrage : Mads Frandsen et Miroslav Stolc Juges de lignes : Eric Cattaneo et Andreas Krøyer |

| 18 mai | Suisse | 4-2 (1-0, 1-2, 2-0) | Slovaquie | Riga Arena 4 840 spectateurs |

| Feuille de match | Feuille de match | Feuille de match        | Feuille de match                                                                  | Feuille de match                                                                                   |
| ---------------- | --- | ----------------------- | --------------------------------------------------------------------------------- | -------------------------------------------------------------------------------------------------- |
|                  | Siegenthaler (Malgin, Hischier) — 5 min 7 s Niederreiter (Ambühl) — 24 min 47 s Marti (Richard) — 46 min 51 s Haas (Miranda, Simion) — 59 min 25 s (CV) | 1–0 2–0 2–1 2–2 3–2 4–2 | Kudrna (Kelemen, Pánik) — 25 min 8 s Regenda (Okuliar, Kňažko) — 39 min 29 s (SN) | Arbitrage : Christoffer Holm et Sean MacFarlane Juges de lignes : David Nothegger et Jiří Ondráček |
| Mayer            | Gardiens | Hlavaj                  |                                                                                   | Arbitrage : Christoffer Holm et Sean MacFarlane Juges de lignes : David Nothegger et Jiří Ondráček |
| 4 min            | Pénalités | 6 min                   |                                                                                   | Arbitrage : Christoffer Holm et Sean MacFarlane Juges de lignes : David Nothegger et Jiří Ondráček |
| 36               | Tirs | 13                      |                                                                                   | Arbitrage : Christoffer Holm et Sean MacFarlane Juges de lignes : David Nothegger et Jiří Ondráček |

| 19 mai | Lettonie | 3-2 (1-0, 2-2, 0-0) | Slovénie | Riga Arena 9 180 spectateurs |

| Feuille de match | Feuille de match | Feuille de match    | Feuille de match                                                   | Feuille de match                                                                             |
| ---------------- | --- | ------------------- | ------------------------------------------------------------------ | -------------------------------------------------------------------------------------------- |
|                  | Ri. Bukarts (Džeriņš, Indrašis) — 11 min 14 s Daugaviņš (Balinskis) — 31 min 20 s (SN) Ro. Bukarts (Džeriņš) — 37 min 39 s | 1–0 1–1 2–1 3–1 3–2 | Kuralt (Tičar, Magovac) — 27 min 55 s Verlič (Urbas) — 39 min 47 s | Arbitrage : André Schrader et Miroslav Stolc Juges de lignes : Eric Cattaneo et Daniel Hynek |
| Šilovs           | Gardiens | Krošelj             |                                                                    | Arbitrage : André Schrader et Miroslav Stolc Juges de lignes : Eric Cattaneo et Daniel Hynek |
| 6 min            | Pénalités | 8 min               |                                                                    | Arbitrage : André Schrader et Miroslav Stolc Juges de lignes : Eric Cattaneo et Daniel Hynek |
| 27               | Tirs | 28                  |                                                                    | Arbitrage : André Schrader et Miroslav Stolc Juges de lignes : Eric Cattaneo et Daniel Hynek |

| 19 mai | Kazakhstan | 4-3 (TB) (0-1, 3-0, 0-2, 0-0, 1-0) | Slovaquie | Riga Arena 3 670 spectateurs |

| Feuille de match | Feuille de match | Feuille de match            | Feuille de match                                                                                    | Feuille de match                                                                               |
| ---------------- | --- | --------------------------- | --------------------------------------------------------------------------------------------------- | ---------------------------------------------------------------------------------------------- |
|                  | Startchenko (Rymarev, Daniar) — 21 min 3 s Orekhov (Mikhaïlis, Starchenko) — 24 min 50 s Rymarev (Mikhaïlis, Startchenko) — 25 min 22 s (SN) Rymarev — 65 min (TB) | 0–1 1–1 2–1 3–1 3–2 3–3 4-3 | Koch (Hrivík) — 14 min 58 s Pánik (Hrivík, Koch) — 48 min 33 s Regenda (Hrivík, Ivan) — 56 min 58 s | Arbitrage : Adam Bloski et Stefan Hürlimann Juges de lignes : Jake Davis et Tarrington Wyonzek |
| Choutov          | Gardiens | Hlavaj                      | | Arbitrage : Adam Bloski et Stefan Hürlimann Juges de lignes : Jake Davis et Tarrington Wyonzek |
| 8 min            | Pénalités | 8 min                       | | Arbitrage : Adam Bloski et Stefan Hürlimann Juges de lignes : Jake Davis et Tarrington Wyonzek |
| 26               | Tirs | 51                          | | Arbitrage : Adam Bloski et Stefan Hürlimann Juges de lignes : Jake Davis et Tarrington Wyonzek |

| 20 mai | Norvège | 0-2 (0-2, 0-0, 0-0) | Tchéquie | Riga Arena 5 348 spectateurs |

| Feuille de match | Feuille de match | Feuille de match | Feuille de match                                                                        | Feuille de match                                                                               |
| ---------------- | ---------------- | ---------------- | --------------------------------------------------------------------------------------- | ---------------------------------------------------------------------------------------------- |
|                  |                  | 0-1 0-2          | Kubalík (Košťálek, Červenka) — 12 min 33 s (2 SN) Flek (Kempný, Vejmelka) — 18 min 43 s | Arbitrage : André Schrader et Miroslav Stolc Juges de lignes : Eric Cattaneo et Andreas Krøyer |
| Haukeland        | Gardiens         | Vejmelka         |                                                                                         | Arbitrage : André Schrader et Miroslav Stolc Juges de lignes : Eric Cattaneo et Andreas Krøyer |
| 12 min           | Pénalités        | 31 min           |                                                                                         | Arbitrage : André Schrader et Miroslav Stolc Juges de lignes : Eric Cattaneo et Andreas Krøyer |
| 27               | Tirs             | 21               |                                                                                         | Arbitrage : André Schrader et Miroslav Stolc Juges de lignes : Eric Cattaneo et Andreas Krøyer |

| 20 mai | Canada | 2-3 (0-0, 1-2, 1-1) | Suisse | Riga Arena 8 234 spectateurs |

| Feuille de match | Feuille de match                                                                      | Feuille de match    | Feuille de match                                                                                             | Feuille de match                                                                            |
| ---------------- | ------------------------------------------------------------------------------------- | ------------------- | --- | ------------------------------------------------------------------------------------------- |
|                  | Toffoli (Laughton, Quinn) — 29 min 58 s (SN) Carcone (Hunt, Neighbours) — 56 min 22 s | 1–0 1–1 1–2 1–3 2–3 | Hischier (Fora, Fiala) — 33 min 24 s Simion (Marti, Haas) — 37 min Ambühl (Niederreiter, Corvi) — 52 min 8 s | Arbitrage : Tobias Björk et Mads Frandsen Juges de lignes : Onni Hautamäki et Jiří Ondráček |
| Montembeault     | Gardiens                                                                              | Genoni              | | Arbitrage : Tobias Björk et Mads Frandsen Juges de lignes : Onni Hautamäki et Jiří Ondráček |
| 6 min            | Pénalités                                                                             | 4 min               | | Arbitrage : Tobias Björk et Mads Frandsen Juges de lignes : Onni Hautamäki et Jiří Ondráček |
| 29               | Tirs                                                                                  | 26                  | | Arbitrage : Tobias Björk et Mads Frandsen Juges de lignes : Onni Hautamäki et Jiří Ondráček |

| 20 mai | Kazakhstan | 0-7 (0-2, 0-3, 0-2) | Lettonie | Riga Arena 9 200 spectateurs |

| Feuille de match | Feuille de match | Feuille de match            | Feuille de match | Feuille de match                                                                              |
| ---------------- | ---------------- | --------------------------- | --- | --------------------------------------------------------------------------------------------- |
|                  |                  | 0-1 0-2 0-3 0-4 0-5 0-6 0-7 | Ri. Bukarts (Dzierkals, Šilovs) — 15 min 39 s (SN) Batņa (Zīle) — 17 min 19 s Dzierkals (Batņa, Ro. Bukarts) — 21 min 13 s Ābols (Daugaviņš, Balcers) — 29 min 5 s Indrašis (Ri. Bukarts, Freibergs) — 39 min 54 s Daugaviņš (Balcers, Ābols) — 49 min 50 s Ābols (Balcers, Daugaviņš) — 51 min 40 s (SN) | Arbitrage : Stefan Hürlimann et Sean MacFarlane Juges de lignes : Daniel Hynek et Šimon Synek |
|                  |                  |                             | | Arbitrage : Stefan Hürlimann et Sean MacFarlane Juges de lignes : Daniel Hynek et Šimon Synek |
| 10 min           | Pénalités        | 6 min                       | | Arbitrage : Stefan Hürlimann et Sean MacFarlane Juges de lignes : Daniel Hynek et Šimon Synek |
| 16               | Tirs             | 34                          | | Arbitrage : Stefan Hürlimann et Sean MacFarlane Juges de lignes : Daniel Hynek et Šimon Synek |

| 21 mai | Slovénie | 0-1 (0-0, 0-1, 0-0) | Slovaquie | Riga Arena 4 460 spectateurs |

| Feuille de match | Feuille de match | Feuille de match | Feuille de match                    | Feuille de match                                                                       |
| ---------------- | ---------------- | ---------------- | ----------------------------------- | -------------------------------------------------------------------------------------- |
|                  |                  | 0-1              | Pánik (Regenda, Koch) — 20 min 15 s | Arbitrage : Tobias Björk et Adam Bloski Juges de lignes : Jake Davis et Andreas Krøyer |
| Gračnar          | Gardiens         | Škorvánek        |                                     | Arbitrage : Tobias Björk et Adam Bloski Juges de lignes : Jake Davis et Andreas Krøyer |
| 4 min            | Pénalités        | 6 min            |                                     | Arbitrage : Tobias Björk et Adam Bloski Juges de lignes : Jake Davis et Andreas Krøyer |
| 33               | Tirs             | 39               |                                     | Arbitrage : Tobias Björk et Adam Bloski Juges de lignes : Jake Davis et Andreas Krøyer |

| 21 mai | Tchéquie | 2-4 (1-1, 0-2, 1-1) | Suisse | Riga Arena 7 150 spectateurs |

| Feuille de match | Feuille de match                                               | Feuille de match        | Feuille de match | Feuille de match                                                                                      |
| ---------------- | -------------------------------------------------------------- | ----------------------- | --- | --- |
|                  | Červenka — 6 min 47 s Kubalík (Červenka, Kempný) — 52 min 14 s | 1–0 1–1 1–2 1–3 2–3 2–4 | Loeffel (Hischier, Fiala) — 12 min 41 s (SN) Ambühl (Corvi, Kukan) — 23 min 59 s Ambühl (Fiala, Malgin) — 28 min 37 s Richard (Moser, Riat) — 55 min 40 s | Arbitrage : Mikko Kaukokari et Sean MacFarlane Juges de lignes : Onni Hautamäki et Tarrington Wyonzek |
| Langhamer        | Gardiens                                                       | Mayer                   | | Arbitrage : Mikko Kaukokari et Sean MacFarlane Juges de lignes : Onni Hautamäki et Tarrington Wyonzek |
| 4 min            | Pénalités                                                      | 4 min                   | | Arbitrage : Mikko Kaukokari et Sean MacFarlane Juges de lignes : Onni Hautamäki et Tarrington Wyonzek |
| 22               | Tirs                                                           | 27                      | | Arbitrage : Mikko Kaukokari et Sean MacFarlane Juges de lignes : Onni Hautamäki et Tarrington Wyonzek |

| 22 mai | Canada | 2-3 (TB) (0-1, 1-1, 1-0, 0-0, 0-1) | Norvège | Riga Arena 4 834 spectateurs |

| Feuille de match | Feuille de match                                                            | Feuille de match    | Feuille de match                                                                        | Feuille de match                                                                             |
| ---------------- | --------------------------------------------------------------------------- | ------------------- | --------------------------------------------------------------------------------------- | -------------------------------------------------------------------------------------------- |
|                  | Lucic (Weegar, Middleton) — 28 min 26 s Crouse (Carcone) — 59 min 48 s (JS) | 0–1 0–2 1–2 2–2 2-3 | Martinsen (Olimb) — 9 min 45 s Olden (E. Salsten) — 21 min 52 s Trettenes — 65 min (TB) | Arbitrage : Mads Frandsen et Sean MacFarlane Juges de lignes : Onni Hautamäki et Šimon Synek |
| Hofer            | Gardiens                                                                    | Arntzen             |                                                                                         | Arbitrage : Mads Frandsen et Sean MacFarlane Juges de lignes : Onni Hautamäki et Šimon Synek |
| 29 min           | Pénalités                                                                   | 2 min               |                                                                                         | Arbitrage : Mads Frandsen et Sean MacFarlane Juges de lignes : Onni Hautamäki et Šimon Synek |
| 33               | Tirs                                                                        | 24                  |                                                                                         | Arbitrage : Mads Frandsen et Sean MacFarlane Juges de lignes : Onni Hautamäki et Šimon Synek |

| 22 mai | Kazakhstan | 4-3 (1-1, 1-1, 2-1) | Slovénie | Riga Arena 4 140 spectateurs |

| Feuille de match | Feuille de match | Feuille de match            | Feuille de match                                                                                | Feuille de match                                                                          |
| ---------------- | --- | --------------------------- | ----------------------------------------------------------------------------------------------- | ----------------------------------------------------------------------------------------- |
|                  | Mikhaïlis (Rymarev, Beketaïev) — 18 min 10 s (SN) Mouratov (Orekhov, Savitski) — 39 min 2 s (SN) Rymarev (Startchenko, Beketaïev) — 51 min 52 s Moukhametov (Mikhaïlis) — 56 min 33 s | 0–1 1–1 1–2 2–2 2–3 3–3 4–3 | Kuralt — 1 min 30 s Kuralt (Ograjenšek, Tičar) — 21 min 6 s Drozg (Simšič, Pance) — 42 min 27 s | Arbitrage : Tobias Björk et Mikko Kaukokari Juges de lignes : Jake Davis et Jiří Ondráček |
| Choutov          | Gardiens | Us                          |                                                                                                 | Arbitrage : Tobias Björk et Mikko Kaukokari Juges de lignes : Jake Davis et Jiří Ondráček |
| 4 min            | Pénalités | 6 min                       |                                                                                                 | Arbitrage : Tobias Björk et Mikko Kaukokari Juges de lignes : Jake Davis et Jiří Ondráček |
| 32               | Tirs | 26                          |                                                                                                 | Arbitrage : Tobias Björk et Mikko Kaukokari Juges de lignes : Jake Davis et Jiří Ondráček |

| 23 mai | Slovaquie | 4-1 (3-0, 0-1, 1-0) | Norvège | Riga Arena 4 170 spectateurs |

| Feuille de match | Feuille de match | Feuille de match    | Feuille de match                               | Feuille de match                                                                               |
| ---------------- | --- | ------------------- | ---------------------------------------------- | ---------------------------------------------------------------------------------------------- |
|                  | Hrivík (Pánik, Regenda) — 3 min 58 s Cehlárik (Rosandić, Kňažko) — 7 min 30 s Lantoši (Gajdoš) — 15 min 43 s Pánik — 58 min 41 s (CV) | 1–0 2–0 3–0 3–1 4–1 | Vikingstad (Berg-Paulsen, Olsen) — 23 min 10 s | Arbitrage : Adam Bloski et Sirko Hunnius Juges de lignes : Eric Cattaneo et Tarrington Wyonzek |
| Škorvánek        | Gardiens | Haukeland           |                                                | Arbitrage : Adam Bloski et Sirko Hunnius Juges de lignes : Eric Cattaneo et Tarrington Wyonzek |
| 2 min            | Pénalités | 4 min               |                                                | Arbitrage : Adam Bloski et Sirko Hunnius Juges de lignes : Eric Cattaneo et Tarrington Wyonzek |
| 35               | Tirs | 25                  |                                                | Arbitrage : Adam Bloski et Sirko Hunnius Juges de lignes : Eric Cattaneo et Tarrington Wyonzek |

| 23 mai | Canada | 3-1 (1-0, 0-1, 2-0) | Tchéquie | Riga Arena 6 420 spectateurs |

| Feuille de match | Feuille de match                                                                                                 | Feuille de match | Feuille de match                 | Feuille de match                                                                         |
| ---------------- | --- | ---------------- | -------------------------------- | ---------------------------------------------------------------------------------------- |
|                  | Krebs (Glass, Hunt) — 19 min 12 s (SN) Myers (Quinn, Laughton) — 44 min 9 s Crouse (Laughton) — 59 min 24 s (CV) | 1–0 1–1 2–1 3–1  | Kaut (Flek, Dvořák) — 22 min 6 s | Arbitrage : Andris Ansons et Miroslav Stolc Juges de lignes : Šimon Synek et Dāvis Zunde |
| Montembeault     | Gardiens | Vejmelka         |                                  | Arbitrage : Andris Ansons et Miroslav Stolc Juges de lignes : Šimon Synek et Dāvis Zunde |
| 4 min            | Pénalités | 4 min            |                                  | Arbitrage : Andris Ansons et Miroslav Stolc Juges de lignes : Šimon Synek et Dāvis Zunde |
| 44               | Tirs | 17               |                                  | Arbitrage : Andris Ansons et Miroslav Stolc Juges de lignes : Šimon Synek et Dāvis Zunde |

| 23 mai | Suisse | 3-4 (pr) (0-0, 1-2, 2-1, 0-1) | Lettonie | Riga Arena 9 178 spectateurs |

| Feuille de match | Feuille de match                                                                                  | Feuille de match            | Feuille de match | Feuille de match                                                                               |
| ---------------- | ------------------------------------------------------------------------------------------------- | --------------------------- | --- | ---------------------------------------------------------------------------------------------- |
|                  | Fiala (Corvi) — 26 min 2 s Miranda (Riat, Corvi) — 47 min 3 s Ambühl (Fiala, Corvi) — 53 min 46 s | 0–1 1–1 1–2 2–2 3–2 3–3 3–4 | Freibergs (Indrašis) — 21 min 43 s Ābols (Balcers, Freibergs) — 26 min 34 s Daugaviņš (Ābols, Balcers) — 54 min 56 s Balcers (Balinskis, Jaks) — 62 min 25 s (SN) | Arbitrage : Mikko Kaukokari et Sean MacFarlane Juges de lignes : Brett Mackey et Jiří Ondráček |
| van Pottelberghe | Gardiens                                                                                          | Šilovs                      | | Arbitrage : Mikko Kaukokari et Sean MacFarlane Juges de lignes : Brett Mackey et Jiří Ondráček |
| 12 min           | Pénalités                                                                                         | 6 min                       | | Arbitrage : Mikko Kaukokari et Sean MacFarlane Juges de lignes : Brett Mackey et Jiří Ondráček |
| 32               | Tirs                                                                                              | 28                          | | Arbitrage : Mikko Kaukokari et Sean MacFarlane Juges de lignes : Brett Mackey et Jiří Ondráček |

### Phase finale

#### Tableau
| Rang | Équipe     | Groupe | Rang dans le groupe | Points | Différence de buts | Buts marqués | N° de tête de série |
| ---- | ---------- | ------ | ------------------- | ------ | ------------------ | ------------ | ------------------- |
| 1    | États-Unis | A      | A1                  | 20     | +26                | 34           | 3                   |
| 2    | Suisse     | B      | B1                  | 19     | +19                | 29           | 6                   |
| 3    | Suède      | A      | A2                  | 18     | +19                | 26           | 4                   |
| 4    | Canada     | B      | B2                  | 15     | +14                | 25           | 2                   |
| 5    | Finlande   | A      | A3                  | 16     | +13                | 28           | 1                   |
| 6    | Lettonie   | B      | B3                  | 13     | +4                 | 21           | 10                  |
| 7    | Tchéquie   | B      | B4                  | 13     | +6                 | 22           | 5                   |
| 8    | Allemagne  | A      | A4                  | 12     | +11                | 27           | 8                   |

- équipes qualifiées en demi-finale

Les quarts de finale sont disputés en matchs croisés entre le 1er d'un groupe et le 4e de l'autre, et entre le 2e d'un groupe et le 3e de l'autre.
Pour les demi-finales, les matches sont disputés en fonction du classement des 8 équipes quarts de finalistes à l'issue du tour préliminaire : le mieux classé rencontre le moins bien classé.
En cas d'égalité dans ce classement, les critères de départage sont les suivants :
1. rang dans le groupe ;
2. nombre de points ;
3. différence de buts ;
4. nombre de buts marqués ;
5. numéro de tête de série au début de la compétition.

|  | Quarts de finale    | Quarts de finale    | Quarts de finale    | Quarts de finale    |           |            | Demi-finales        | Demi-finales        | Demi-finales                  | Demi-finales                  |                               |                               | Finale              | Finale              | Finale              | Finale              |
|  |                     |                     |                     |                     |           |            |                     |                     |                               |                               |                               |                               |                     |                     |                     |                     |
|  | 25 mai, Nokia Arena | 25 mai, Nokia Arena | 25 mai, Nokia Arena | 25 mai, Nokia Arena |           |            | 27 mai, Nokia Arena | 27 mai, Nokia Arena | 27 mai, Nokia Arena           | 27 mai, Nokia Arena           |                               |                               | 28 mai, Nokia Arena | 28 mai, Nokia Arena | 28 mai, Nokia Arena | 28 mai, Nokia Arena |
|  | 25 mai, Nokia Arena | 25 mai, Nokia Arena | 25 mai, Nokia Arena | 25 mai, Nokia Arena |           |            | 27 mai, Nokia Arena | 27 mai, Nokia Arena | 27 mai, Nokia Arena           | 27 mai, Nokia Arena           |                               |                               | 28 mai, Nokia Arena | 28 mai, Nokia Arena | 28 mai, Nokia Arena | 28 mai, Nokia Arena |
|  | A1                  | États-Unis          | 3                   | 3                   |           |            | 27 mai, Nokia Arena | 27 mai, Nokia Arena | 27 mai, Nokia Arena           | 27 mai, Nokia Arena           |                               |                               | 28 mai, Nokia Arena | 28 mai, Nokia Arena | 28 mai, Nokia Arena | 28 mai, Nokia Arena |
|  | A1                  | États-Unis          | 3                   | 3                   |           |            | 27 mai, Nokia Arena | 27 mai, Nokia Arena | 27 mai, Nokia Arena           | 27 mai, Nokia Arena           |                               |                               | 28 mai, Nokia Arena | 28 mai, Nokia Arena | 28 mai, Nokia Arena | 28 mai, Nokia Arena |
|  | B4                  | Tchéquie            | 0                   | 0                   |           |            | 27 mai, Nokia Arena | 27 mai, Nokia Arena | 27 mai, Nokia Arena           | 27 mai, Nokia Arena           |                               |                               | 28 mai, Nokia Arena | 28 mai, Nokia Arena | 28 mai, Nokia Arena | 28 mai, Nokia Arena |
|  | B4                  | Tchéquie            | 0                   | 0                   | 1         | États-Unis | 3                   | 3                   |                               |                               |                               |                               | 28 mai, Nokia Arena | 28 mai, Nokia Arena | 28 mai, Nokia Arena | 28 mai, Nokia Arena |
|  | 25 mai, Riga Arena  |                     |                     |                     | 1         | États-Unis | 3                   | 3                   |                               |                               |                               |                               | 28 mai, Nokia Arena | 28 mai, Nokia Arena | 28 mai, Nokia Arena | 28 mai, Nokia Arena |
|  |                     |                     | 8                   | Allemagne           | 4 pr      | 4 pr       |                     |                     |                               |                               |                               |                               | 28 mai, Nokia Arena | 28 mai, Nokia Arena | 28 mai, Nokia Arena | 28 mai, Nokia Arena |
|  | B1                  | Suisse              | 8                   | Allemagne           | 4 pr      | 4 pr       | 1                   | 1                   |                               |                               |                               |                               | 28 mai, Nokia Arena | 28 mai, Nokia Arena | 28 mai, Nokia Arena | 28 mai, Nokia Arena |
|  | B1                  | Suisse              | 27 mai, Nokia Arena |                     |           |            | 1                   | 1                   |                               |                               |                               |                               | 28 mai, Nokia Arena | 28 mai, Nokia Arena | 28 mai, Nokia Arena | 28 mai, Nokia Arena |
|  | A4                  | Allemagne           | 3                   | 3                   |           |            |                     |                     |                               |                               |                               |                               | 28 mai, Nokia Arena | 28 mai, Nokia Arena | 28 mai, Nokia Arena | 28 mai, Nokia Arena |
|  | A4                  | Allemagne           | 3                   | 3                   | Allemagne | Allemagne  | 2                   | 2                   |                               |                               |                               |                               |                     |                     |                     |                     |
|  | 25 mai, Nokia Arena |                     |                     |                     | Allemagne | Allemagne  | 2                   | 2                   |                               |                               |                               |                               |                     |                     |                     |                     |
|  |                     |                     | Canada              | Canada              | 5         | 5          |                     |                     |                               |                               |                               |                               |                     |                     |                     |                     |
|  | B2                  | Canada              | Canada              | Canada              | 5         | 5          | 4                   | 4                   |                               |                               |                               |                               |                     |                     |                     |                     |
|  | B2                  | Canada              |                     |                     |           |            |                     |                     |                               |                               |                               |                               |                     |                     |                     |                     |
|  | A3                  | Finlande            | 1                   | 1                   |           |            |                     |                     |                               |                               |                               |                               |                     |                     |                     |                     |
|  | A3                  | Finlande            | 1                   | 1                   | 4         | Canada     | 4                   | 4                   | Match pour la troisième place | Match pour la troisième place | Match pour la troisième place | Match pour la troisième place |                     |                     |                     |                     |
|  | 25 mai, Riga Arena  |                     |                     |                     | 4         | Canada     | 4                   | 4                   | Match pour la troisième place | Match pour la troisième place | Match pour la troisième place | Match pour la troisième place |                     |                     |                     |                     |
|  |                     |                     | 6                   | Lettonie            | 2         | 2          |                     |                     | 28 mai, Nokia Arena           | 28 mai, Nokia Arena           | 28 mai, Nokia Arena           | 28 mai, Nokia Arena           |                     |                     |                     |                     |
|  | A2                  | Suède               | 6                   | Lettonie            | 2         | 2          | 1                   | 1                   | 28 mai, Nokia Arena           | 28 mai, Nokia Arena           | 28 mai, Nokia Arena           | 28 mai, Nokia Arena           |                     |                     |                     |                     |
|  | A2                  | Suède               |                     |                     |           |            |                     | 1                   |                               |                               | États-Unis                    | États-Unis                    | 3                   | 3                   |                     |                     |
|  | B3                  | Lettonie            | 3                   | 3                   |           |            |                     |                     |                               |                               | États-Unis                    | États-Unis                    | 3                   | 3                   |                     |                     |
|  | B3                  | Lettonie            | 3                   | 3                   | Lettonie  | Lettonie   | 4pr                 | 4pr                 |                               |                               |                               |                               |                     |                     |                     |                     |
|  |                     |                     |                     |                     |           |            |                     |                     |                               |                               |                               |                               |                     |                     |                     |                     |

#### Quarts de finale
| 25 mai | États-Unis | 3-0 (1-0, 1-0, 1-0) | Tchéquie | Nokia Arena 7 411 spectateurs |

| Feuille de match | Feuille de match                                                                                      | Feuille de match | Feuille de match | Feuille de match                                                                                |
| ---------------- | --- | ---------------- | ---------------- | ----------------------------------------------------------------------------------------------- |
|                  | Coronato (Hutson, Mackey) — 12 min 4 s Perbix (Grimaldi) — 28 min 53 s Gauthier (Tynan) — 49 min 57 s | 1–0 2–0 3–0      |                  | Arbitrage : Mads Frandsen et Liam Sewell Juges de lignes : Tarrington Wyonzek et Emil Yletyinen |
| DeSmith          | Gardiens                                                                                              | Vejmelka         |                  | Arbitrage : Mads Frandsen et Liam Sewell Juges de lignes : Tarrington Wyonzek et Emil Yletyinen |
| 4 min            | Pénalités                                                                                             | 2 min            |                  | Arbitrage : Mads Frandsen et Liam Sewell Juges de lignes : Tarrington Wyonzek et Emil Yletyinen |
| 34               | Tirs                                                                                                  | 15               |                  | Arbitrage : Mads Frandsen et Liam Sewell Juges de lignes : Tarrington Wyonzek et Emil Yletyinen |

| 25 mai | Suisse | 1-3 (0-1, 1-2, 0-0) | Allemagne | Riga Arena 2 896 spectateurs |

| Feuille de match | Feuille de match                          | Feuille de match | Feuille de match | Feuille de match                                                                          |
| ---------------- | ----------------------------------------- | ---------------- | --- | ----------------------------------------------------------------------------------------- |
|                  | Siegenthaler (Fiala, Kukan) — 20 min 47 s | 0–1 1–1 1–2 1–3  | Kastner (Wissmann, J. Müller) — 6 min 25 s Peterka (Kahun, Gawanke) — 37 min 51 s Sturm (Stachowiak, J. Müller) — 38 min 27 s (IN) | Arbitrage : Andris Ansons et Tobias Björk Juges de lignes : Onni Hautamäki et Dāvis Zunde |
| Mayer            | Gardiens                                  | Niederberger     | | Arbitrage : Andris Ansons et Tobias Björk Juges de lignes : Onni Hautamäki et Dāvis Zunde |
| 8 min            | Pénalités                                 | 29 min           | | Arbitrage : Andris Ansons et Tobias Björk Juges de lignes : Onni Hautamäki et Dāvis Zunde |
| 30               | Tirs                                      | 23               | | Arbitrage : Andris Ansons et Tobias Björk Juges de lignes : Onni Hautamäki et Dāvis Zunde |

| 25 mai | Canada | 4-1 (1-0, 1-0, 2-1) | Finlande | Nokia Arena 11 529 spectateurs |

| Feuille de match | Feuille de match | Feuille de match    | Feuille de match                                    | Feuille de match                                                                           |
| ---------------- | --- | ------------------- | --------------------------------------------------- | ------------------------------------------------------------------------------------------ |
|                  | Quinn (Crouse) — 7 min 12 s Blais (Neighbours, Barron) — 30 min 45 s Carcone (Weegar, Middleton) — 42 min 54 s Toffoli — 57 min 42 s (SN) | 1–0 2–0 3–0 3–1 4–1 | Hartikainen (Rantanen, Lehtonen) — 56 min 52 s (JS) | Arbitrage : Christoffer Holm et Jan Hribik Juges de lignes : Nick Briganti et Daniel Hynek |
| Montembeault     | Gardiens | Larmi               |                                                     | Arbitrage : Christoffer Holm et Jan Hribik Juges de lignes : Nick Briganti et Daniel Hynek |
| 6 min            | Pénalités | 0 min               |                                                     | Arbitrage : Christoffer Holm et Jan Hribik Juges de lignes : Nick Briganti et Daniel Hynek |
| 31               | Tirs | 28                  |                                                     | Arbitrage : Christoffer Holm et Jan Hribik Juges de lignes : Nick Briganti et Daniel Hynek |

| 25 mai | Suède | 1-3 (0-1, 1-0, 0-2) | Lettonie | Riga Arena 9 200 spectateurs |

| Feuille de match | Feuille de match                            | Feuille de match | Feuille de match | Feuille de match                                                                            |
| ---------------- | ------------------------------------------- | ---------------- | --- | ------------------------------------------------------------------------------------------- |
|                  | Liljegren (Raymond, Lindholm) — 29 min 41 s | 0–1 1–1 1–2 1–3  | Ločmelis (Ri. Bukarts, Cibuļskis) — 12 min 56 s Indrašis (Ri. Bukarts, Jaks) — 45 min 55 s Jaks (Indrašis, Ri. Bukarts) — 53 min 46 s (SN) | Arbitrage : Mikko Kaukokari et Sean MacFarlane Juges de lignes : Jake Davis et Brett Mackey |
| Johansson        | Gardiens                                    | Šilovs           | | Arbitrage : Mikko Kaukokari et Sean MacFarlane Juges de lignes : Jake Davis et Brett Mackey |
| 4 min            | Pénalités                                   | 33 min           | | Arbitrage : Mikko Kaukokari et Sean MacFarlane Juges de lignes : Jake Davis et Brett Mackey |
| 41               | Tirs                                        | 15               | | Arbitrage : Mikko Kaukokari et Sean MacFarlane Juges de lignes : Jake Davis et Brett Mackey |

#### Demi-finales
| 27 mai | Canada | 4-2 (0-1, 1-1, 3-0) | Lettonie | Nokia Arena 8 669 spectateurs |

| Feuille de match | Feuille de match | Feuille de match        | Feuille de match                                                    | Feuille de match                                                                             |
| ---------------- | --- | ----------------------- | ------------------------------------------------------------------- | -------------------------------------------------------------------------------------------- |
|                  | - Blais (Krebs, Middleton) — 35 min 32 s - Quinn (Crouse, Laughton) — 40 min 45 s Fantilli (Lucic, Barron) — 48 min 56 s Laughton — 59 min 17 s (CV) | 0–1 1–1 1–2 2–2 3–2 4–2 | Ločmelis (Ri. Bukarts, Zīle) — 8 min 18 s - Balcers — 36 min 38 s - | Arbitrage : Mikko Kaukokari et Sean MacFarlane Juges de lignes : Nick Briganti et Jake Davis |
| Montembeault     | Gardiens | Šilovs                  |                                                                     | Arbitrage : Mikko Kaukokari et Sean MacFarlane Juges de lignes : Nick Briganti et Jake Davis |
| 12 min           | Pénalités | 12 min                  |                                                                     | Arbitrage : Mikko Kaukokari et Sean MacFarlane Juges de lignes : Nick Briganti et Jake Davis |
| 36               | Tirs | 22                      |                                                                     | Arbitrage : Mikko Kaukokari et Sean MacFarlane Juges de lignes : Nick Briganti et Jake Davis |

| 27 mai | États-Unis | 3-4 (pr) (2-2, 1-0, 0-1, 0-1) | Allemagne | Nokia Arena 8 011 spectateurs |

| Feuille de match | Feuille de match                                                                                                | Feuille de match            | Feuille de match | Feuille de match                                                                         |
| ---------------- | --- | --------------------------- | --- | ---------------------------------------------------------------------------------------- |
|                  | A. Tuch (O'Connor) — 1 min 11 s Grimaldi (A. Tuch) — 3 min 56 s - Eyssimont (O'Connor, Garland) — 28 min 47 s - | 1-0 2-0 2-1 2-2 3-2 3-3 3-4 | - Tiffels (Fischbuch, Kahun) — 12 min 22 s (SN) Szuber (Sturm, Peterka) — 16 min 3 s - Noebels (Kahun, Gawanke) — 58 min 37 s (JS) Tiffels (Kahun, M. Müller) — 67 min 32 s | Arbitrage : Tobias Björk et Jan Hribik Juges de lignes : Onni Hautamäki et Jiří Ondráček |
| DeSmith          | Gardiens | Niederberger                | | Arbitrage : Tobias Björk et Jan Hribik Juges de lignes : Onni Hautamäki et Jiří Ondráček |
| 6 min            | Pénalités | 4 min                       | | Arbitrage : Tobias Björk et Jan Hribik Juges de lignes : Onni Hautamäki et Jiří Ondráček |
| 33               | Tirs | 26                          | | Arbitrage : Tobias Björk et Jan Hribik Juges de lignes : Onni Hautamäki et Jiří Ondráček |

#### Match pour la troisième place
| 28 mai | États-Unis | 3-4 (pr) (2-2, 0-0, 1-1, 0-1) | Lettonie | Nokia Arena 11 033 spectateurs |

| Feuille de match | Feuille de match | Feuille de match            | Feuille de match | Feuille de match                                                                             |
| ---------------- | --- | --------------------------- | --- | -------------------------------------------------------------------------------------------- |
|                  | - Grimaldi (Perunovich, Bjork) — 9 min 45 s - Grimaldi (Perunovich (Coronato) — 19 min 3 s (SN) Coronato (Samberg, O'Connor) — 46 min 19 s - | 0–1 1–1 1–2 2–2 3–2 3–3 3–4 | Ro. Bukarts (Ri. Bukarts, Dzierkals) — 7 min 49 s (SN) - Jaks (Ri. Bukarts, Indrašis) — 16 min 8 s - Rubīns (Ločmelis, Ri. Bukarts) — 54 min 21 s Rubīns (Daugaviņš, Jaks) — 61 min 22 s | Arbitrage : Jan Hribik et Liam Sewell Juges de lignes : Onni Hautamäki et Tarrington Wyonzek |
| DeSmith          | Gardiens | Šilovs                      | | Arbitrage : Jan Hribik et Liam Sewell Juges de lignes : Onni Hautamäki et Tarrington Wyonzek |
| 10 min           | Pénalités | 8 min                       | | Arbitrage : Jan Hribik et Liam Sewell Juges de lignes : Onni Hautamäki et Tarrington Wyonzek |
| 29               | Tirs | 25                          | | Arbitrage : Jan Hribik et Liam Sewell Juges de lignes : Onni Hautamäki et Tarrington Wyonzek |

#### Finale
| 28 mai | Canada | 5-2 (1-1, 1-1, 3-0) | Allemagne | Nokia Arena 10 470 spectateurs |

| Feuille de match    | Feuille de match | Feuille de match            | Feuille de match                                                                       | Feuille de match                                                                            |
| ------------------- | --- | --------------------------- | -------------------------------------------------------------------------------------- | ------------------------------------------------------------------------------------------- |
|                     | - Blais (Krebs, Neighbours) — 10 min 47 s - Crouse (Krebs, Weegar) — 37 min 28 s (SN) Blais (Glass) — 44 min 51 s Toffoli — 51 min 51 s Laughton (Quinn, Crouse) — 58 min 6 s (CV) | 0–1 1–1 1–2 2–2 3–2 4–2 5–2 | Peterka (Seider, M. Müller) — 7 min 44 s - Fischbuch (Kastner, Seider) — 33 min 47 s - | Arbitrage : Tobias Björk et Sean MacFarlane Juges de lignes : Nick Briganti et Daniel Hynek |
| Samuel Montembeault | Gardiens | Mathias Niederberger        |                                                                                        | Arbitrage : Tobias Björk et Sean MacFarlane Juges de lignes : Nick Briganti et Daniel Hynek |
| 4 min               | Pénalités | 2 min                       |                                                                                        | Arbitrage : Tobias Björk et Sean MacFarlane Juges de lignes : Nick Briganti et Daniel Hynek |
| 28                  | Tirs | 23                          |                                                                                        | Arbitrage : Tobias Björk et Sean MacFarlane Juges de lignes : Nick Briganti et Daniel Hynek |

### Classement final
| Place              | Équipe     | PJ | V | VP | D | DP | BP | BC | Diff | Pts | Résultat final              |
| ------------------ | ---------- | -- | - | -- | - | -- | -- | -- | ---- | --- | --------------------------- |
| Médaille d'or      | Canada     | 10 | 7 | 1  | 1 | 1  | 38 | 16 | +22  | 24  | Champion du monde           |
| Médaille d'argent  | Allemagne  | 10 | 5 | 1  | 4 | 0  | 36 | 25 | +11  | 17  | Vice-champion du monde      |
| Médaille de bronze | Lettonie   | 10 | 4 | 3  | 3 | 0  | 30 | 25 | +5   | 18  | Troisième place             |
| 4                  | États-Unis | 10 | 7 | 1  | 0 | 2  | 43 | 16 | +27  | 25  | Quatrième place             |
| 5                  | Suisse     | 8  | 6 | 0  | 1 | 1  | 30 | 13 | +17  | 19  | Éliminé en quarts de finale |
| 6                  | Suède      | 8  | 5 | 1  | 1 | 1  | 27 | 10 | +17  | 18  | Éliminé en quarts de finale |
| 7                  | Finlande H | 8  | 5 | 0  | 1 | 2  | 29 | 19 | +10  | 16  | Éliminé en quarts de finale |
| 8                  | Tchéquie   | 8  | 4 | 0  | 1 | 3  | 22 | 19 | +3   | 13  | Éliminé en quarts de finale |
| 9                  | Slovaquie  | 7  | 3 | 0  | 2 | 2  | 15 | 15 | 0    | 11  | Éliminé en phase de groupes |
| 10                 | Danemark   | 7  | 2 | 1  | 0 | 4  | 19 | 26 | -7   | 8   | Éliminé en phase de groupes |
| 11                 | Kazakhstan | 7  | 2 | 1  | 0 | 4  | 14 | 31 | -17  | 7   | Éliminé en phase de groupes |
| 12                 | France     | 7  | 0 | 1  | 2 | 4  | 10 | 31 | -21  | 4   | Éliminé en phase de groupes |
| 13                 | Norvège    | 7  | 1 | 1  | 1 | 4  | 9  | 17 | -8   | 6   | Éliminé en phase de groupes |
| 14                 | Autriche   | 7  | 0 | 1  | 1 | 5  | 11 | 27 | -16  | 3   | Éliminé en phase de groupes |
| 15                 | Hongrie    | 7  | 0 | 1  | 1 | 5  | 12 | 37 | -25  | 3   | Relégué en Division IA      |
| 16                 | Slovénie   | 7  | 0 | 0  | 0 | 7  | 9  | 27 | -18  | 0   | Relégué en Division IA      |

### Médaillés
| Champions du monde Canada | Adam Fantilli, Brad Hunt, Cody Glass, Devon Levi, Ethan Bear, Jack McBain, Jack Quinn, Jacob Middleton, Jake Neighbours, Joel Hofer, Joseph Veleno, Justin Barron, Lawson Crouse, MacKenzie Weegar, Michael Carcone, Milan Lucic, Peyton Krebs, Pierre-Olivier Joseph, Samuel Blais, Samuel Montembeault, Scott Laughton, Tyler Myers et Tyler Toffoli Entraîneur : André Tourigny (en) |

| Argent Allemagne | Alexander Ehl, Daniel Fischbuch, Dominik Kahun, Dustin Strahlmeier, Fabio Wagner, Filip Varejcka, Frederik Tiffels, John-Jason Peterka, Jonas Müller, Justin Schutz, Kai Wissmann, Leon Gawanke, Leon Hüttl, Maksymilian Szuber, Manuel Wiederer, Marcel Noebels, Mathias Niederberger, Maximilian Franzreb, Maximilian Kastner, Moritz Müller, Moritz Seider, Nico Sturm, Parker Tuomie, Samuel Soramies et Wojciech Stachowiak Entraîneur : Harold Kreis |

| Bronze Lettonie | Rodrigo Ābols, Toms Andersons, Rūdolfs Balcers, Uvis Jānis Balinskis, Oskars Batņa, Arvils Bergmanis, Rihards Bukarts, Roberts Bukarts, Oskars Cibuļskis, Kārlis Čukste, Kaspars Daugaviņš, Andris Džeriņš, Mārtiņš Dzierkals, Ralfs Freibergs, Georgs Golovkovs, Kristers Gudļevskis, Miks Indrašis, Jānis Jaks, Ronalds Ķēniņš, Renārs Krastenbergs, Dans Ločmelis, Roberts Mamčics, Ivars Punnenovs, Kristiāns Rubīns, Artūrs Šilovs, Deniss Smirnovs et Kristaps Zīle Entraîneur : Harijs Vītoliņš |

### Récompenses individuelles
| Équipe-type des médias :                                          |
| Peterka Grimaldi Kubalík Seider Weegar Šilovs MVP : Artūrs Šilovs |
| Peterka Grimaldi Kubalík Seider Weegar Šilovs MVP : Artūrs Šilovs |

Équipe type IIHF :
- Meilleur gardien : Artūrs Šilovs (Lettonie)
- Meilleur défenseur : MacKenzie Weegar (Canada)
- Meilleur attaquant : John-Jason Peterka (Allemagne)

### Statistiques individuelles

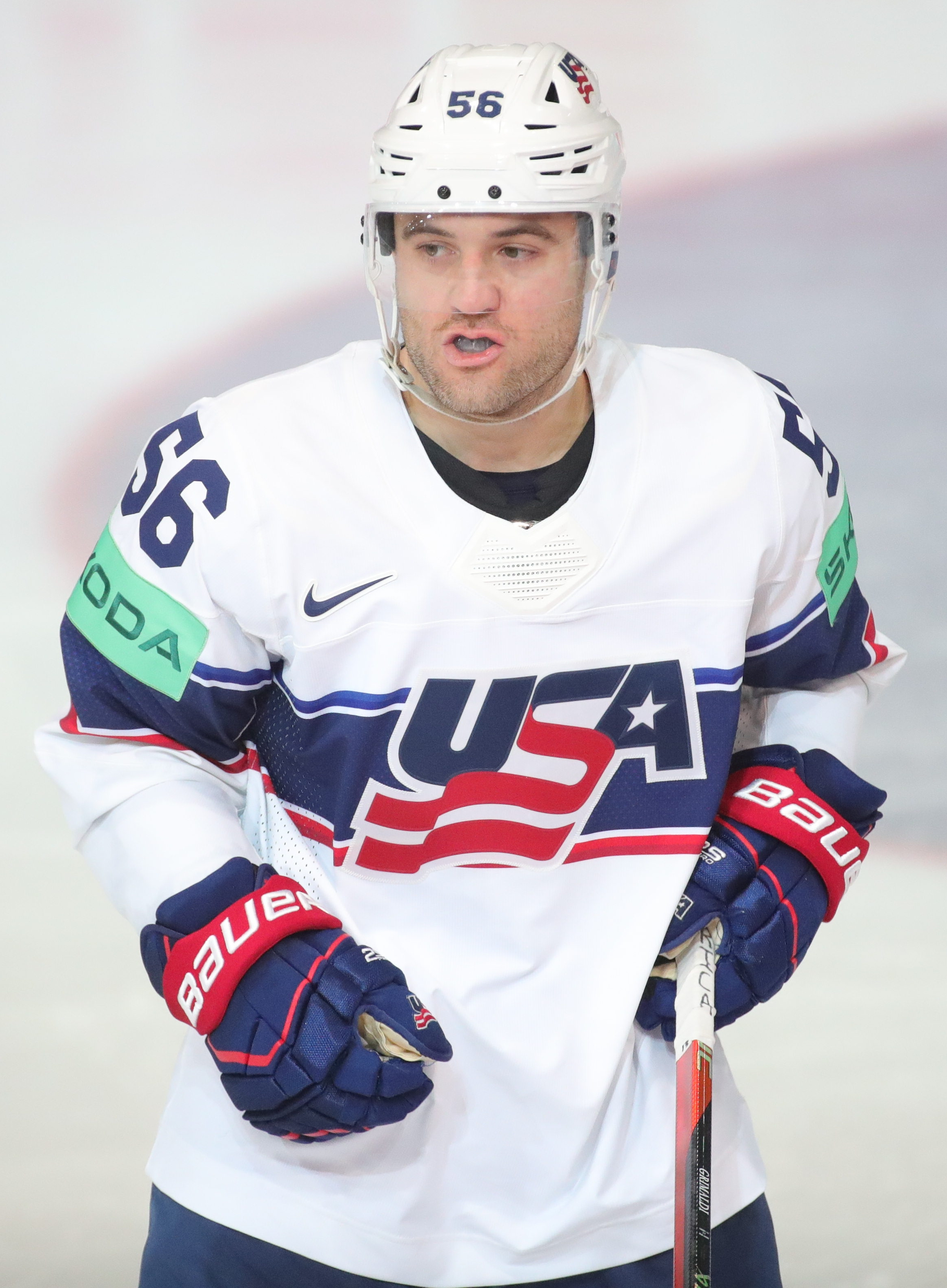
L'Américain Rocco Grimaldi, meilleur pointeur de la compétition.

Pour les significations des abréviations, voir statistiques du hockey sur glace.
| Clt | Joueur             | Équipe     | PJ | B | A  | Pts | Pun | +/- |
| --- | ------------------ | ---------- | -- | - | -- | --- | --- | --- |
| 1   | Rocco Grimaldi     | États-Unis | 10 | 7 | 7  | 14  | 6   | +8  |
| 2   | Dominik Kubalík    | Tchéquie   | 8  | 8 | 4  | 12  | 0   | +3  |
| 3   | John-Jason Peterka | Allemagne  | 10 | 6 | 6  | 12  | 0   | +8  |
| 4   | Rihards Bukarts    | Lettonie   | 10 | 3 | 8  | 11  | 8   | +3  |
| 4   | MacKenzie Weegar   | Canada     | 10 | 3 | 8  | 11  | 6   | +10 |
| 6   | T. J. Tynan        | États-Unis | 10 | 1 | 10 | 11  | 0   | +10 |
| 7   | Henrik Tömmernes   | Suède      | 8  | 0 | 10 | 10  | 2   | +5  |
| 8   | Cutter Gauthier    | États-Unis | 10 | 7 | 2  | 9   | 2   | +9  |
| 9   | Lawson Crouse      | Canada     | 10 | 6 | 3  | 9   | 4   | +9  |
| 10  | Nikolaj Ehlers     | Danemark   | 7  | 5 | 4  | 9   | 0   | -3  |

| Clt                                                                                               | Joueur              | Équipe     | PJ | Min          | BC | Moy  | %Arr  | Bl |
| ------------------------------------------------------------------------------------------------- | ------------------- | ---------- | -- | ------------ | -- | ---- | ----- | -- |
| 1                                                                                                 | Stanislav Škorvánek | Slovaquie  | 4  | 238 min 39 s | 5  | 1,26 | 95,37 | 1  |
| 2                                                                                                 | Karel Vejmelka      | Tchéquie   | 4  | 236 min 26 s | 7  | 1,78 | 94,35 | 1  |
| 3                                                                                                 | Samuel Montembeault | Canada     | 7  | 423 min 7 s  | 10 | 1,42 | 93,87 | 1  |
| 4                                                                                                 | Lars Johansson      | Suède      | 5  | 303 min 42 s | 8  | 1,58 | 93,33 | 2  |
| 5                                                                                                 | Samuel Hlavaj       | Slovaquie  | 3  | 189 min 5 s  | 7  | 2,22 | 93,20 | 0  |
| 6                                                                                                 | Artūrs Šilovs       | Lettonie   | 10 | 601 min      | 22 | 2,20 | 92,14 | 1  |
| 7                                                                                                 | Henrik Haukeland    | Norvège    | 5  | 300 min 1 s  | 10 | 2,00 | 91,80 | 1  |
| 8                                                                                                 | Emil Larmi          | Finlande   | 6  | 361 min      | 12 | 1,99 | 91,78 | 0  |
| 9                                                                                                 | Casey DeSmith       | États-Unis | 7  | 430 min 31 s | 14 | 1,95 | 91,76 | 2  |
| 10                                                                                                | Luka Gračnar        | Slovénie   | 3  | 178 min 39 s | 11 | 3,69 | 91,54 | 0  |
| Nota : seuls sont classés les gardiens ayant joué au minimum 40 % du temps de jeu de leur équipe. |                     |            |    |              |    |      |       |    |

## Autres divisions

### Division I

#### Groupe A
La compétition a lieu du 29 avril au 5 mai 2023 à la Motorpoint Arena de Nottingham en Grande-Bretagne.
Légende :
- en gras, promu en Division élite
- en italique, relégué en Division IB
- Pr : Prolongations

Pour les significations des abréviations, voir statistiques du hockey sur glace.
| Clt   | Équipe              | PJ | V | VP | D | DP | BP | BC | Diff | Pts |
| ----- | ------------------- | -- | - | -- | - | -- | -- | -- | ---- | --- |
| +001, | Grande-Bretagne R H | 5  | 4 | 1  | 0 | 0  | 24 | 7  | +17  | 14  |
| +002, | Pologne             | 5  | 4 | 0  | 0 | 1  | 28 | 9  | +9   | 13  |
| +003, | Italie R            | 5  | 3 | 0  | 2 | 0  | 23 | 16 | +7   | 9   |
| +004, | Corée du Sud        | 5  | 2 | 0  | 3 | 0  | 8  | 20 | -12  | 6   |
| +005, | Roumanie            | 5  | 1 | 0  | 4 | 0  | 9  | 26 | -17  | 3   |
| +006, | Lituanie            | 5  | 0 | 0  | 5 | 0  | 7  | 21 | -14  | 0   |

| 29 avril | Pologne         | 7    | 0 | Lituanie        | [ I 2 ]  |
| 29 avril | Roumanie        | 2    | 6 | Italie          | [ I 3 ]  |
| 29 avril | Corée du Sud    | 0    | 4 | Grande-Bretagne | [ I 4 ]  |
| 30 avril | Lituanie        | 2    | 3 | Roumanie        | [ I 5 ]  |
| 30 avril | Grande-Bretagne | 5 Pr | 4 | Pologne         | [ I 6 ]  |
| 30 avril | Italie          | 6    | 1 | Corée du Sud    | [ I 7 ]  |
| 2 mai    | Roumanie        | 2    | 5 | Corée du Sud    | [ I 8 ]  |
| 2 mai    | Italie          | 2    | 4 | Pologne         | [ I 9 ]  |
| 2 mai    | Grande-Bretagne | 3    | 2 | Lituanie        | [ I 10 ] |
| 3 mai    | Corée du Sud    | 0    | 7 | Pologne         | [ I 11 ] |
| 3 mai    | Lituanie        | 4    | 6 | Italie          | [ I 12 ] |
| 3 mai    | Grande-Bretagne | 7    | 0 | Roumanie        | [ I 13 ] |
| 5 mai    | Pologne         | 6    | 2 | Roumanie        | [ I 14 ] |
| 5 mai    | Lituanie        | 1    | 2 | Corée du Sud    | [ I 15 ] |
| 5 mai    | Italie          | 3    | 5 | Grande-Bretagne | [ I 16 ] |

#### Groupe B
La compétition a lieu du 23 au 29 avril 2023 à Tallinn en Estonie.
Légende :
- en gras, promu en Division IA
- en italique, relégué en Division IIA
- Pr : Prolongations
- F : Tirs de fusillade

Pour les significations des abréviations, voir statistiques du hockey sur glace.
| Clt   | Équipe     | PJ | V | VP | D | DP | BP | BC | Diff | Pts |
| ----- | ---------- | -- | - | -- | - | -- | -- | -- | ---- | --- |
| +001, | Japon      | 5  | 5 | 0  | 0 | 0  | 29 | 10 | +19  | 15  |
| +002, | Ukraine    | 5  | 3 | 0  | 1 | 1  | 35 | 16 | +19  | 10  |
| +003, | Chine P    | 5  | 2 | 1  | 2 | 0  | 19 | 18 | +1   | 8   |
| +004, | Estonie H  | 5  | 1 | 1  | 3 | 0  | 13 | 18 | -5   | 5   |
| +005, | Pays-Bas P | 5  | 1 | 0  | 3 | 1  | 14 | 31 | -17  | 4   |
| +006, | Serbie     | 5  | 0 | 1  | 3 | 1  | 7  | 24 | -17  | 3   |

| 23 avril | Pays-Bas | 1    | 8   | Japon    | [ I 18 ] |
| 23 avril | Chine    | 5 Pr | 4   | Ukraine  | [ I 19 ] |
| 23 avril | Serbie   | 1    | 2 F | Estonie  | [ I 20 ] |
| 24 avril | Japon    | 5    | 2   | Chine    | [ I 21 ] |
| 24 avril | Ukraine  | 7    | 0   | Serbie   | [ I 22 ] |
| 24 avril | Estonie  | 4    | 2   | Pays-Bas | [ I 23 ] |
| 26 avril | Pays-Bas | 7    | 2   | Chine    | [ I 24 ] |
| 26 avril | Japon    | 8    | 3   | Serbie   | [ I 25 ] |
| 26 avril | Ukraine  | 7    | 4   | Estonie  | [ I 26 ] |
| 27 avril | Chine    | 5    | 0   | Serbie   | [ I 27 ] |
| 27 avril | Ukraine  | 14   | 2   | Pays-Bas | [ I 28 ] |
| 27 avril | Estonie  | 1    | 3   | Japon    | [ I 29 ] |
| 29 avril | Serbie   | 3 F  | 2   | Pays-Bas | [ I 30 ] |
| 29 avril | Estonie  | 2    | 5   | Chine    | [ I 31 ] |
| 29 avril | Japon    | 5    | 3   | Ukraine  | [ I 32 ] |

### Division II

#### Groupe A
La compétition a lieu du 16 au 22 avril 2023 à la Pista de Hielo de Madrid en Espagne.
Légende :
- en gras, promu en division IB
- en italique, relégué en division IIB

Pour les significations des abréviations, voir statistiques du hockey sur glace.
| Clt   | Équipe    | PJ | V | VP | D | DP | BP | BC | Diff | Pts |
| ----- | --------- | -- | - | -- | - | -- | -- | -- | ---- | --- |
| +001, | Espagne H | 5  | 5 | 0  | 0 | 0  | 30 | 9  | +21  | 15  |
| +002, | Géorgie P | 5  | 4 | 0  | 1 | 0  | 2  | 8  | +12  | 12  |
| +003, | Croatie   | 5  | 3 | 0  | 2 | 0  | 26 | 18 | +8   | 9   |
| +004, | Australie | 5  | 1 | 0  | 4 | 0  | 16 | 22 | -6   | 3   |
| +005, | Israël    | 5  | 1 | 0  | 4 | 0  | 14 | 37 | -23  | 3   |
| +006, | Islande P | 5  | 1 | 0  | 4 | 0  | 14 | 26 | -12  | 3   |

| 16 avril | Géorgie   | 4  | 1 | Islande   | [ II 2 ]  |
| 16 avril | Australie | 4  | 6 | Croatie   | [ II 3 ]  |
| 16 avril | Espagne   | 8  | 2 | Israël    | [ II 4 ]  |
| 17 avril | Croatie   | 6  | 2 | Islande   | [ II 5 ]  |
| 17 avril | Israël    | 3  | 7 | Géorgie   | [ II 6 ]  |
| 17 avril | Espagne   | 8  | 1 | Australie | [ II 7 ]  |
| 19 avril | Croatie   | 12 | 1 | Israël    | [ II 8 ]  |
| 19 avril | Australie | 2  | 4 | Islande   | [ II 9 ]  |
| 19 avril | Espagne   | 2  | 0 | Géorgie   | [ II 10 ] |
| 21 avril | Israël    | 1  | 7 | Australie | [ II 11 ] |
| 21 avril | Géorgie   | 6  | 0 | Croatie   | [ II 12 ] |
| 21 avril | Islande   | 4  | 7 | Espagne   | [ II 13 ] |
| 22 avril | Australie | 2  | 3 | Géorgie   | [ II 14 ] |
| 22 avril | Islande   | 3  | 7 | Israël    | [ II 15 ] |
| 22 avril | Croatie   | 2  | 5 | Espagne   | [ II 16 ] |

#### Groupe B
La compétition a lieu du 17 au 23 avril 2023 à Istanbul en Turquie.
Légende :
- en gras, promu en Division IIA
- en italique, relégué en Division IIIA

Pour les significations des abréviations, voir statistiques du hockey sur glace.
| Clt   | Équipe                | PJ | V | VP | D | DP | BP | BC | Diff | Pts |
| ----- | --------------------- | -- | - | -- | - | -- | -- | -- | ---- | --- |
| +001, | Émirats arabes unis P | 5  | 5 | 0  | 0 | 0  | 35 | 10 | +25  | 15  |
| +002, | Belgique              | 5  | 4 | 0  | 1 | 0  | 33 | 10 | +23  | 12  |
| +003, | Bulgarie              | 5  | 3 | 0  | 2 | 0  | 19 | 20 | -1   | 9   |
| +004, | Nouvelle-Zélande      | 5  | 2 | 0  | 3 | 0  | 15 | 22 | -7   | 6   |
| +005, | Turquie P H           | 5  | 1 | 0  | 4 | 0  | 12 | 26 | -14  | 3   |
| +006, | Mexique               | 5  | 0 | 0  | 5 | 0  | 10 | 36 | -26  | 0   |

| 17 avril | Nouvelle-Zélande    | 1  | 4 | Belgique            | [ II 18 ] |
| 17 avril | Bulgarie            | 4  | 2 | Mexique             | [ II 19 ] |
| 17 avril | Turquie             | 0  | 8 | Émirats arabes unis | [ II 20 ] |
| 18 avril | Bulgarie            | 7  | 2 | Nouvelle-Zélande    | [ II 21 ] |
| 18 avril | Belgique            | 3  | 4 | Émirats arabes unis | [ II 22 ] |
| 18 avril | Mexique             | 0  | 5 | Turquie             | [ II 23 ] |
| 20 avril | Nouvelle-Zélande    | 1  | 7 | Émirats arabes unis | [ II 24 ] |
| 20 avril | Belgique            | 11 | 2 | Mexique             | [ II 25 ] |
| 20 avril | Bulgarie            | 5  | 3 | Turquie             | [ II 26 ] |
| 21 avril | Mexique             | 2  | 7 | Nouvelle-Zélande    | [ II 27 ] |
| 21 avril | Émirats arabes unis | 7  | 2 | Bulgarie            | [ II 28 ] |
| 21 avril | Turquie             | 2  | 9 | Belgique            | [ II 29 ] |
| 23 avril | Émirats arabes unis | 9  | 4 | Mexique             | [ II 30 ] |
| 23 avril | Belgique            | 6  | 1 | Bulgarie            | [ II 31 ] |
| 23 avril | Nouvelle-Zélande    | 4  | 2 | Turquie             | [ II 32 ] |

### Division III

#### Groupe A
La compétition a lieu du 17 au 23 avril 2023 au Cap en Afrique du Sud.
Légende :
- en gras, promu en Division IIB
- en italique, relégué en Division IIIB
- forfait

Pour les significations des abréviations, voir statistiques du hockey sur glace.
| Clt   | Équipe             | PJ | V | VP | D | DP | BP | BC | Diff | Pts |
| ----- | ------------------ | -- | - | -- | - | -- | -- | -- | ---- | --- |
| +001, | Taipei chinois     | 4  | 4 | 0  | 0 | 0  | 30 | 4  | +26  | 12  |
| +002, | Turkménistan       | 4  | 2 | 0  | 2 | 0  | 17 | 16 | +1   | 6   |
| +003, | Afrique du Sud P H | 4  | 2 | 0  | 2 | 0  | 16 | 17 | -1   | 6   |
| +004, | Thaïlande P        | 4  | 2 | 0  | 2 | 0  | 20 | 21 | -1   | 6   |
| +005, | Luxembourg         | 4  | 0 | 0  | 4 | 0  | 3  | 28 | -25  | 0   |
| -     | Corée du Nord      |    |   |    |   |    |    |    |      |     |

| 17 avril | Thaïlande      | 2  | 1  | Taipei chinois | [ III 2 ]  |
| 17 avril | Turkménistan   | 6  | 9  | Afrique du Sud | [ III 3 ]  |
| 18 avril | Luxembourg     | 2  | 10 | Thaïlande      | [ III 4 ]  |
| 19 avril | Luxembourg     | 1  | 4  | Turkménistan   | [ III 5 ]  |
| 19 avril | Taipei chinois | 6  | 1  | Afrique du Sud | [ III 6 ]  |
| 20 avril | Thaïlande      | 3  | 6  | Turkménistan   | [ III 7 ]  |
| 21 avril | Taipei chinois | 10 | 0  | Luxembourg     | [ III 8 ]  |
| 21 avril | Afrique du Sud | 2  | 5  | Thaïlande      | [ III 9 ]  |
| 23 avril | Turkménistan   | 1  | 3  | Taipei chinois | [ III 10 ] |
| 23 avril | Afrique du Sud | 4  | 0  | Luxembourg     | [ III 11 ] |

#### Groupe B
La compétition a lieu du 27 février au 5 mars 2023 à Sarajevo en Bosnie-Herzégovine.
Légende :
- en gras, promu en Division IIIA
- en italique, relégué en Division IV
- Pr : Prolongations
- F : Tirs de fusillade

Pour les significations des abréviations, voir statistiques du hockey sur glace.
| Clt   | Équipe               | PJ | V | VP | D | DP | BP | BC | Diff | Pts |
| ----- | -------------------- | -- | - | -- | - | -- | -- | -- | ---- | --- |
| +001, | Kirghizistan P       | 5  | 5 | 0  | 0 | 0  | 76 | 5  | +71  | 15  |
| +002, | Bosnie-Herzégovine H | 5  | 3 | 1  | 1 | 0  | 39 | 20 | +19  | 11  |
| +003, | Hong Kong            | 5  | 2 | 1  | 1 | 1  | 41 | 26 | +15  | 9   |
| +004, | Singapour P          | 5  | 2 | 0  | 2 | 1  | 31 | 31 | 0    | 7   |
| +005, | Iran P               | 5  | 1 | 0  | 4 | 0  | 19 | 53 | -34  | 3   |
| +006, | Malaisie P           | 5  | 0 | 0  | 5 | 0  | 6  | 77 | -71  | 0   |

| 27 février | Kirghizistan       | 14   | 2  | Singapour          | [ III 13 ] |
| 27 février | Malaisie           | 4    | 14 | Iran               | [ III 14 ] |
| 27 février | Bosnie-Herzégovine | 6 F  | 5  | Hong Kong          | [ III 15 ] |
| 28 février | Singapour          | 10   | 0  | Malaisie           | [ III 16 ] |
| 28 février | Hong Kong          | 11   | 1  | Iran               | [ III 17 ] |
| 28 février | Kirghizistan       | 10   | 1  | Bosnie-Herzégovine | [ III 18 ] |
| 2 mars     | Hong Kong          | 7 Pr | 6  | Singapour          | [ III 19 ] |
| 2 mars     | Kirghizistan       | 22   | 0  | Malaisie           | [ III 20 ] |
| 2 mars     | Bosnie-Herzégovine | 9    | 2  | Iran               | [ III 21 ] |
| 3 mars     | Malaisie           | 1    | 16 | Hong Kong          | [ III 22 ] |
| 3 mars     | Iran               | 0    | 18 | Kirghizistan       | [ III 23 ] |
| 3 mars     | Singapour          | 2    | 8  | Bosnie-Herzégovine | [ III 24 ] |
| 5 mars     | Iran               | 2    | 11 | Singapour          | [ III 25 ] |
| 5 mars     | Hong Kong          | 2    | 12 | Kirghizistan       | [ III 26 ] |
| 5 mars     | Bosnie-Herzégovine | 15   | 1  | Malaisie           | [ III 27 ] |

### Division IV
La compétition a lieu du 23 au 26 mars 2023 à Oulan-Bator en Mongolie.
Légende :
- en gras, promu en division IIIB
- Pr : Prolongations

Pour les significations des abréviations, voir statistiques du hockey sur glace.
| Clt   | Équipe       | PJ | V | VP | D | DP | BP | BC | Diff | Pts |
| ----- | ------------ | -- | - | -- | - | -- | -- | -- | ---- | --- |
| +001, | Philippines  | 3  | 2 | 1  | 0 | 0  | 35 | 6  | +29  | 8   |
| +002, | Mongolie H N | 3  | 2 | 0  | 0 | 1  | 19 | 8  | +11  | 7   |
| +003, | Koweït       | 3  | 1 | 0  | 2 | 0  | 4  | 24 | -20  | 3   |
| +004, | Indonésie N  | 3  | 0 | 0  | 3 | 0  | 3  | 23 | -20  | 0   |

| 23 mars | Philippines | 14 | 0    | Indonésie   | [ IV 2 ] |
| 23 mars | Koweït      | 0  | 8    | Mongolie    | [ IV 3 ] |
| 25 mars | Indonésie   | 2  | 4    | Koweït      | [ IV 4 ] |
| 25 mars | Philippines | 7  | 6 Pr | Mongolie    | [ IV 5 ] |
| 26 mars | Koweït      | 0  | 14   | Philippines | [ IV 6 ] |
| 26 mars | Mongolie    | 5  | 1    | Indonésie   | [ IV 7 ] |